# Draisine
Ne pas confondre avec la draisienne, ancêtre du vélo
 (janvier 2013).
Si vous disposez d'ouvrages ou d'articles de référence ou si vous connaissez des sites web de qualité traitant du thème abordé ici, merci de compléter l'article en donnant les références utiles à sa vérifiabilité et en les liant à la section « Notes et références ».

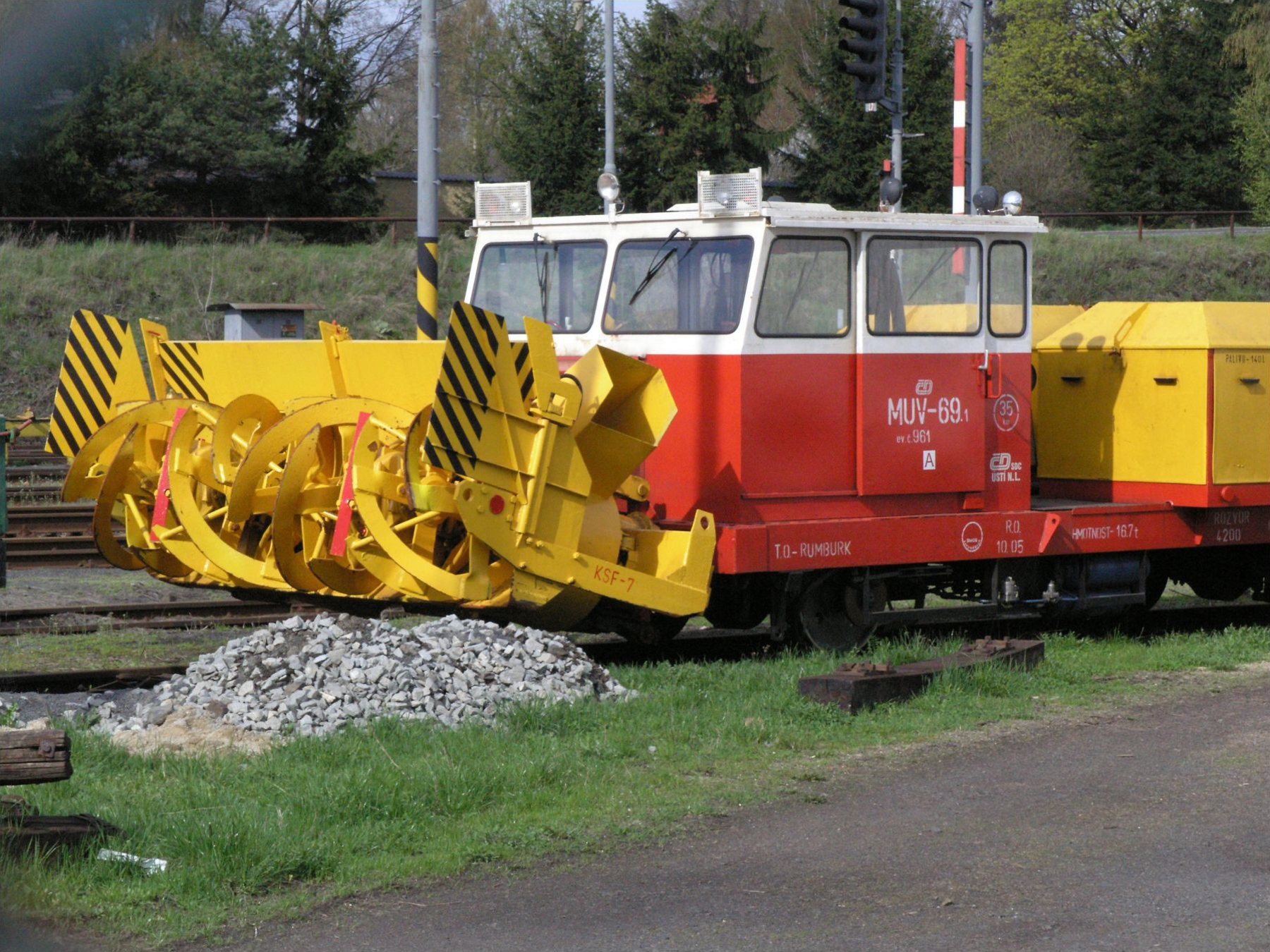
Draisine contemporaine ; le véhicule est ici équipé d'une fraise à neige pour le déneigement des voies.

La draisine est un petit  véhicule ferroviaire. C'est le nom généralement donné à un engin généralement à quatre roues, automoteur, léger, principalement utilisé pour l'entretien des voies ferrées, notamment leur inspection et le transport du matériel et du personnel de maintenance. Il existe aussi des draisines conçues spécifiquement pour une utilisation de loisir sur des tronçons désaffectés de voies ferrées ; elles sont actionnées par des pédaliers.

## Définition

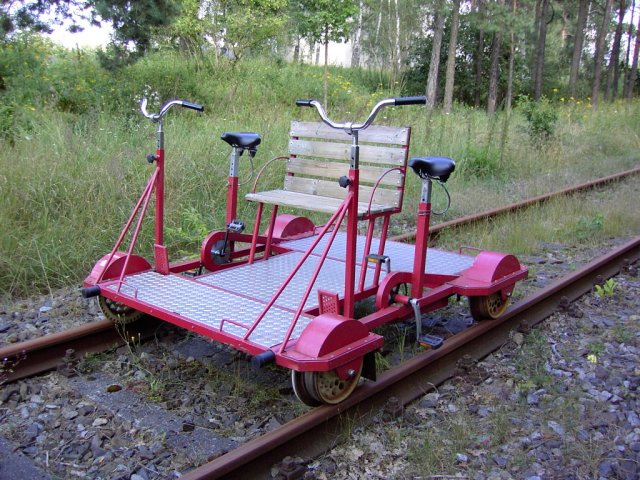
Cyclo-draisine.

Il est difficile de définir parfaitement la draisine. D'une manière précise et globale, il semble que ce terme soit couramment utilisé pour appeler l'ensemble des « véhicules légers autonomes », quel que soit le type de propulsion utilisé, circulant sur une voie ferrée. Il est néanmoins possible de définir des usages professionnels dominants comme l'inspection et l'entretien d'une voie ferrée avec le transport du matériel et du personnel, mais aussi la surveillance, lors d'une utilisation militaire. Les draisines sont utilisées sur tout type d'écartement des rails.
La création récente d'engins de loisir, de type « vélo sur rail » ou cyclo-draisine, ayant quatre roues et plusieurs pédaliers permettant d'utiliser la force musculaire comme moyens de propulsion, complète la longue liste des véhicules pouvant être définis comme draisine et ajoute le loisir et le sport aux utilisations possibles des engins portant ce nom.

## Histoire
La draisine descend d'une draisienne adaptée pour circuler sur un rail, inventée par Franz Aloys Bernard à Vienne en 1837. Les deux noms font référence à l'inventeur Karl Drais.

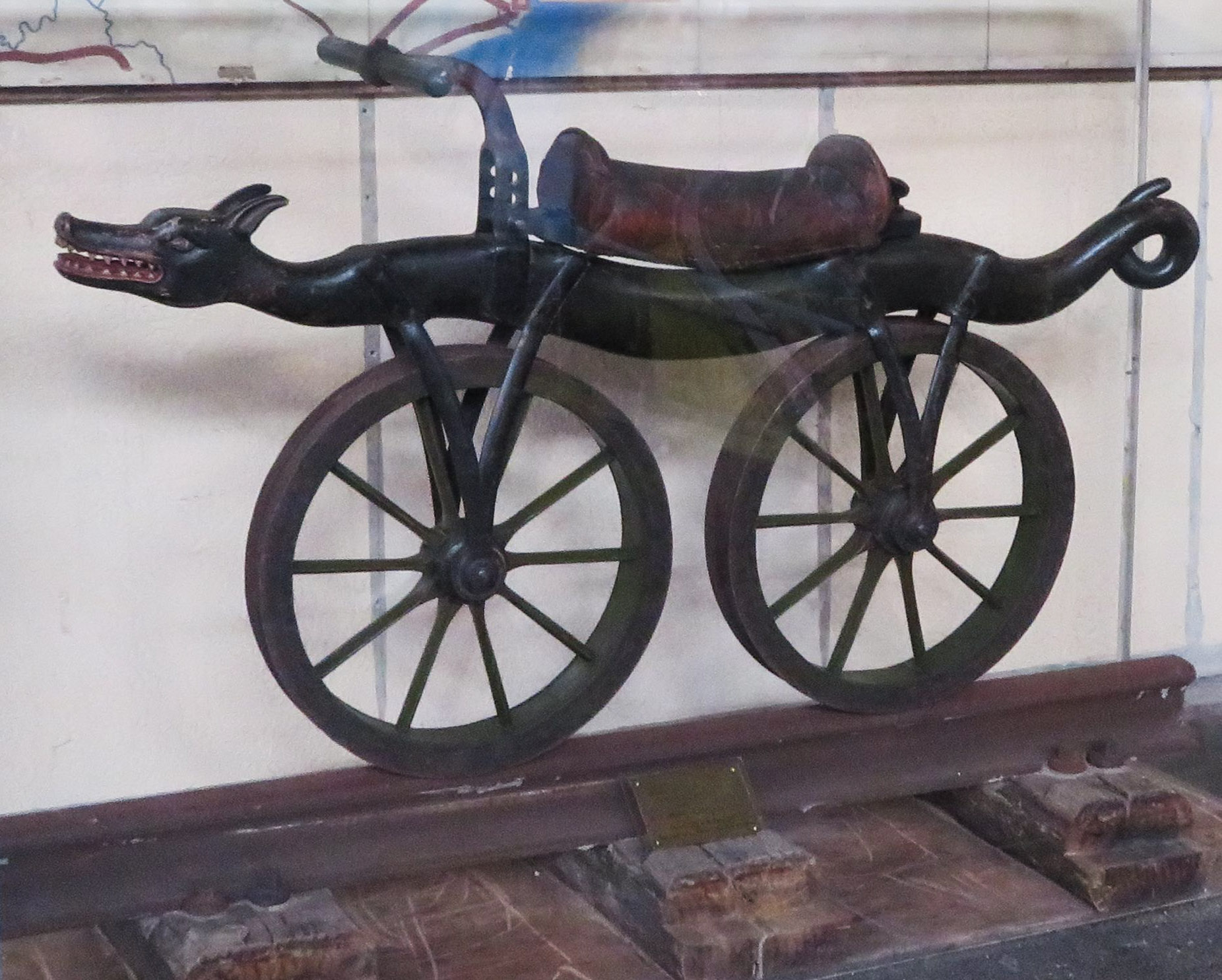
Draisienne pour l'inspection de la voie ferrée. Cité du train, Mulhouse

L'histoire foisonnante des engins légers circulant sur des rails à travers le monde n'a pas, semble-t-il, donné lieu à une étude exhaustive. De multiples sources indiquent un foisonnement d'inventions, ou tout simplement de « bricolages », avant une construction plus rationnelle à la demande des grandes compagnies.

### Draisines utilisant l'énergie musculaire

#### Draisines à bras
Les anciennes draisines étaient mues manuellement par différents systèmes, notamment par un système de leviers analogue à celui des anciennes pompes, avec des variantes. Elles sont majoritairement remplacées par les draisines à moteur au début du XXe siècle, mais il semble que l'on continue à en utiliser dans certains pays.

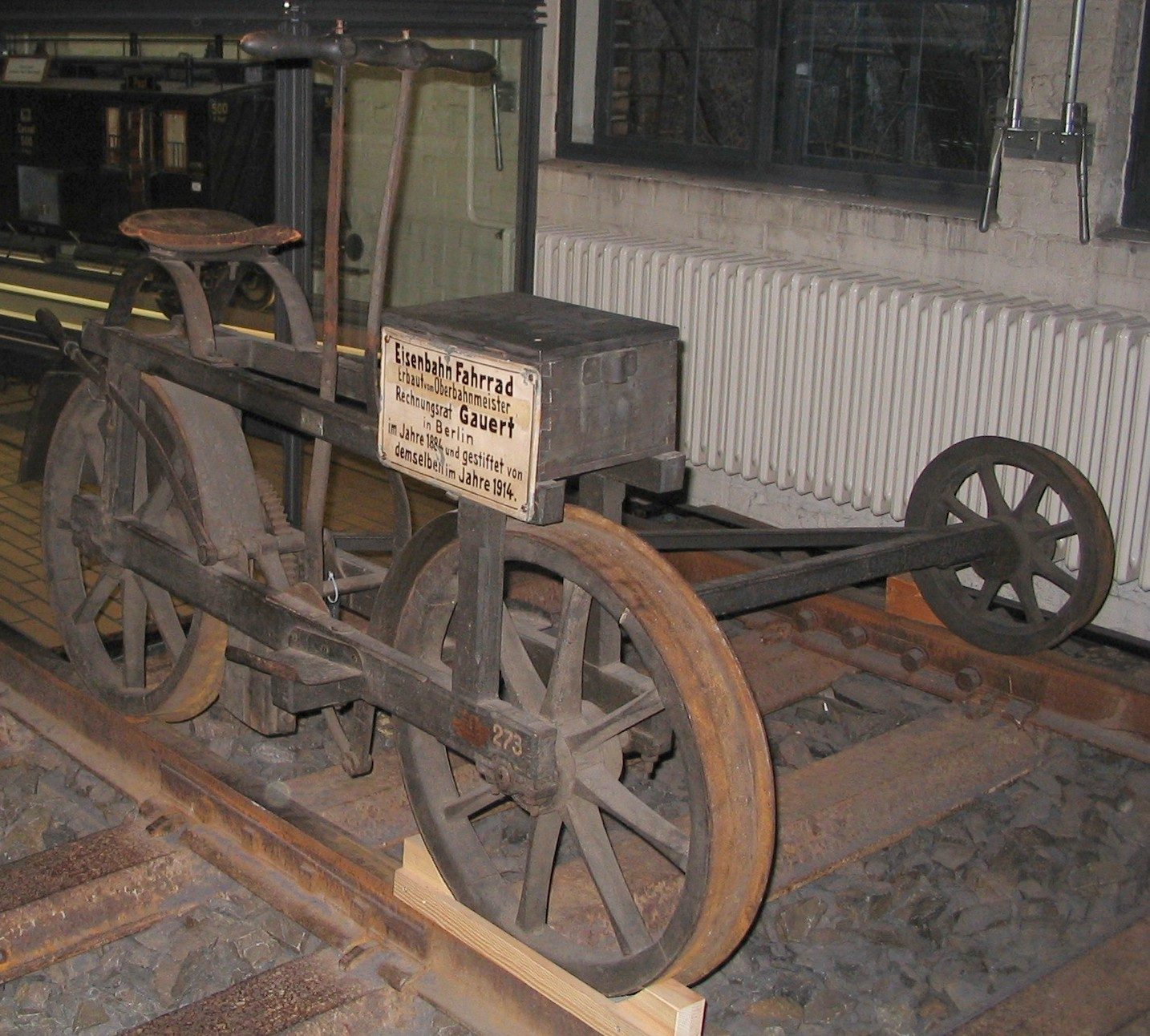
Musée allemand des techniques de Berlin
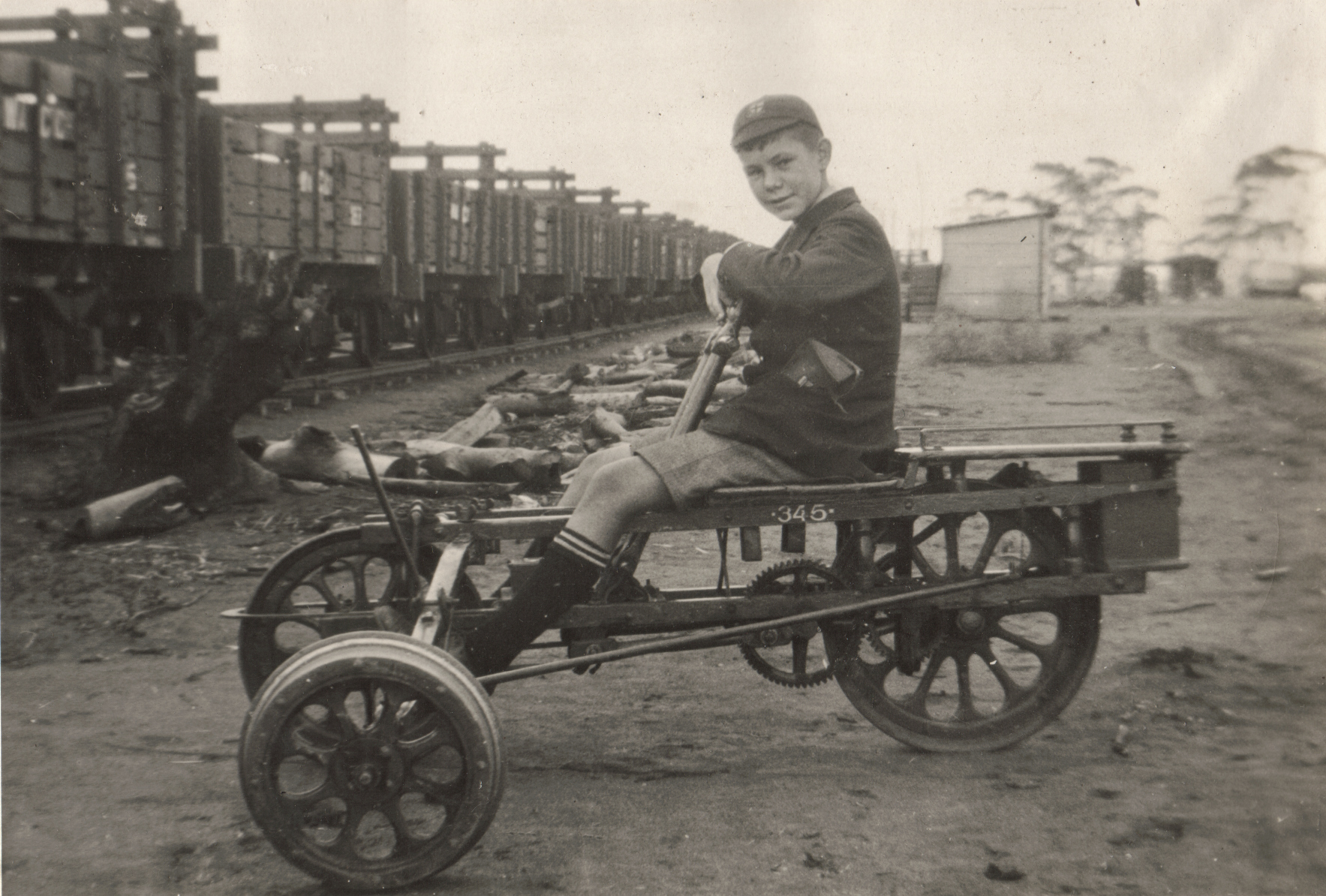
Draisine d'inspection
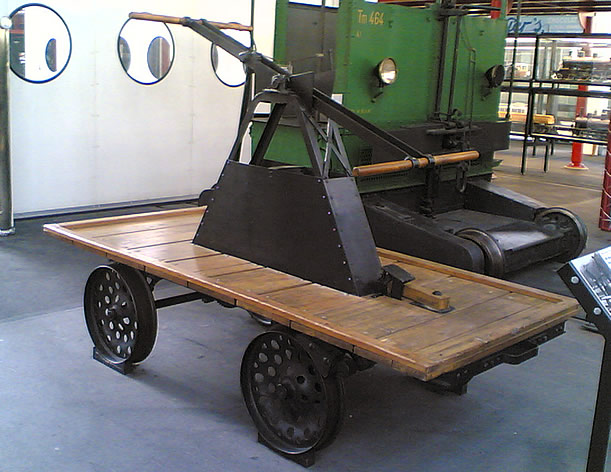
Lucerne Suisse
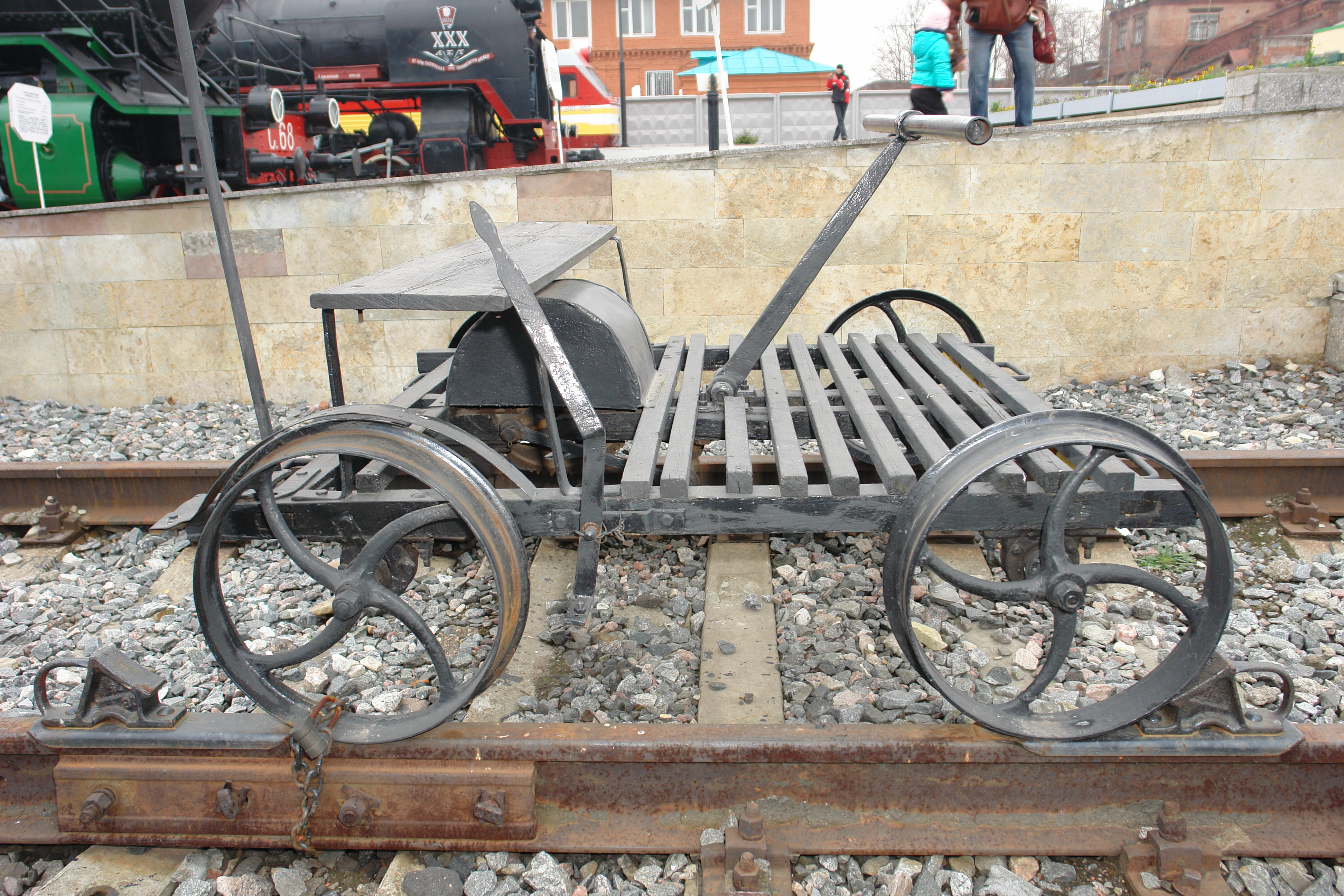
Musée de Maksatikha
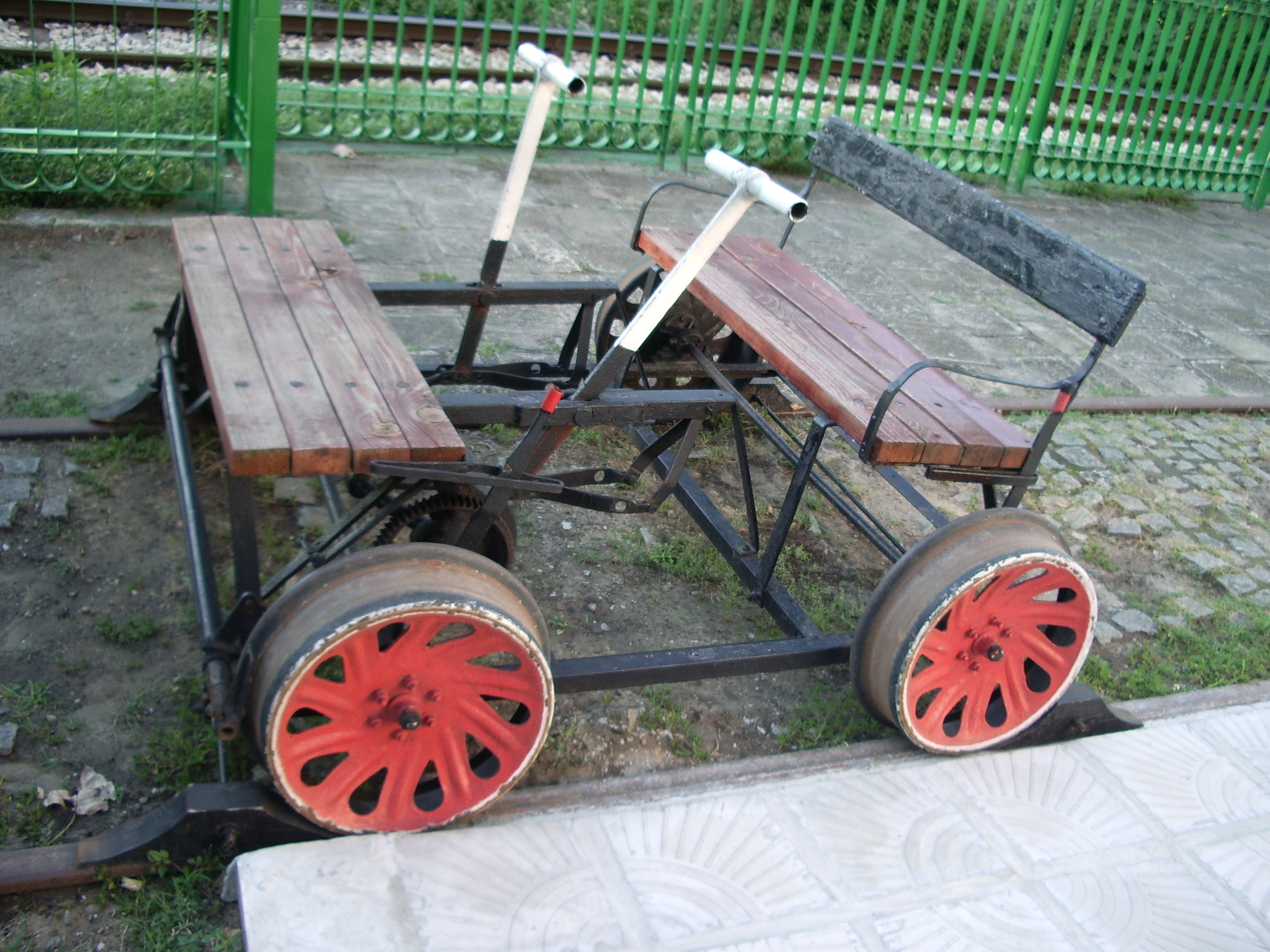
Musée Bulgarie
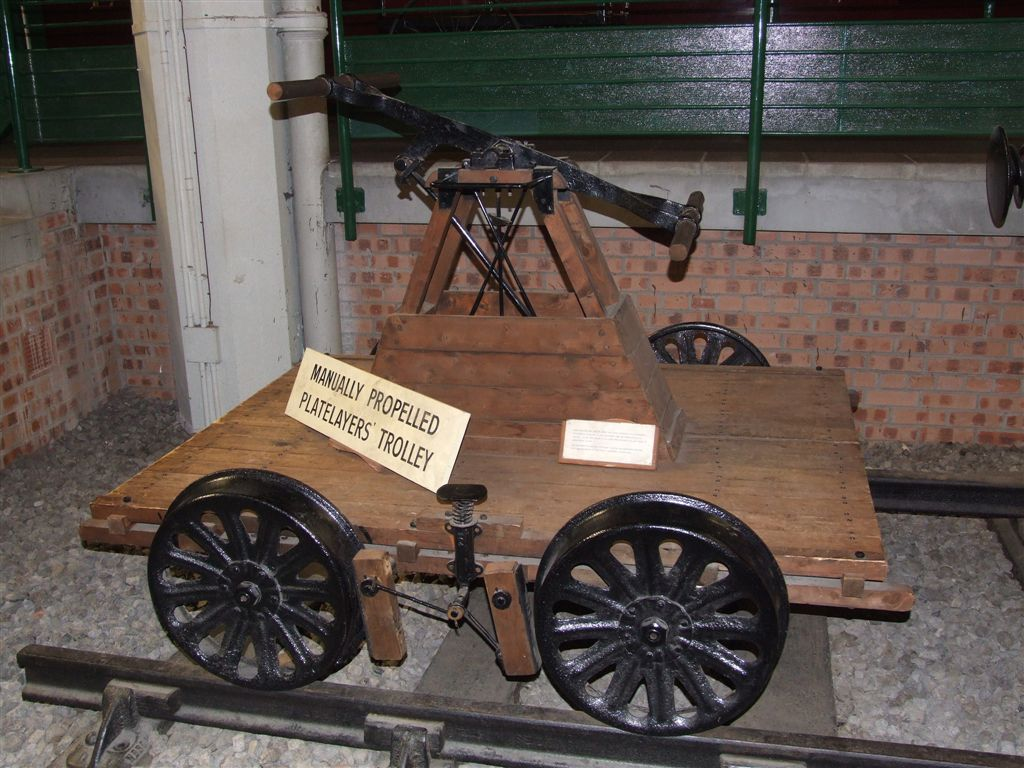
À pompe
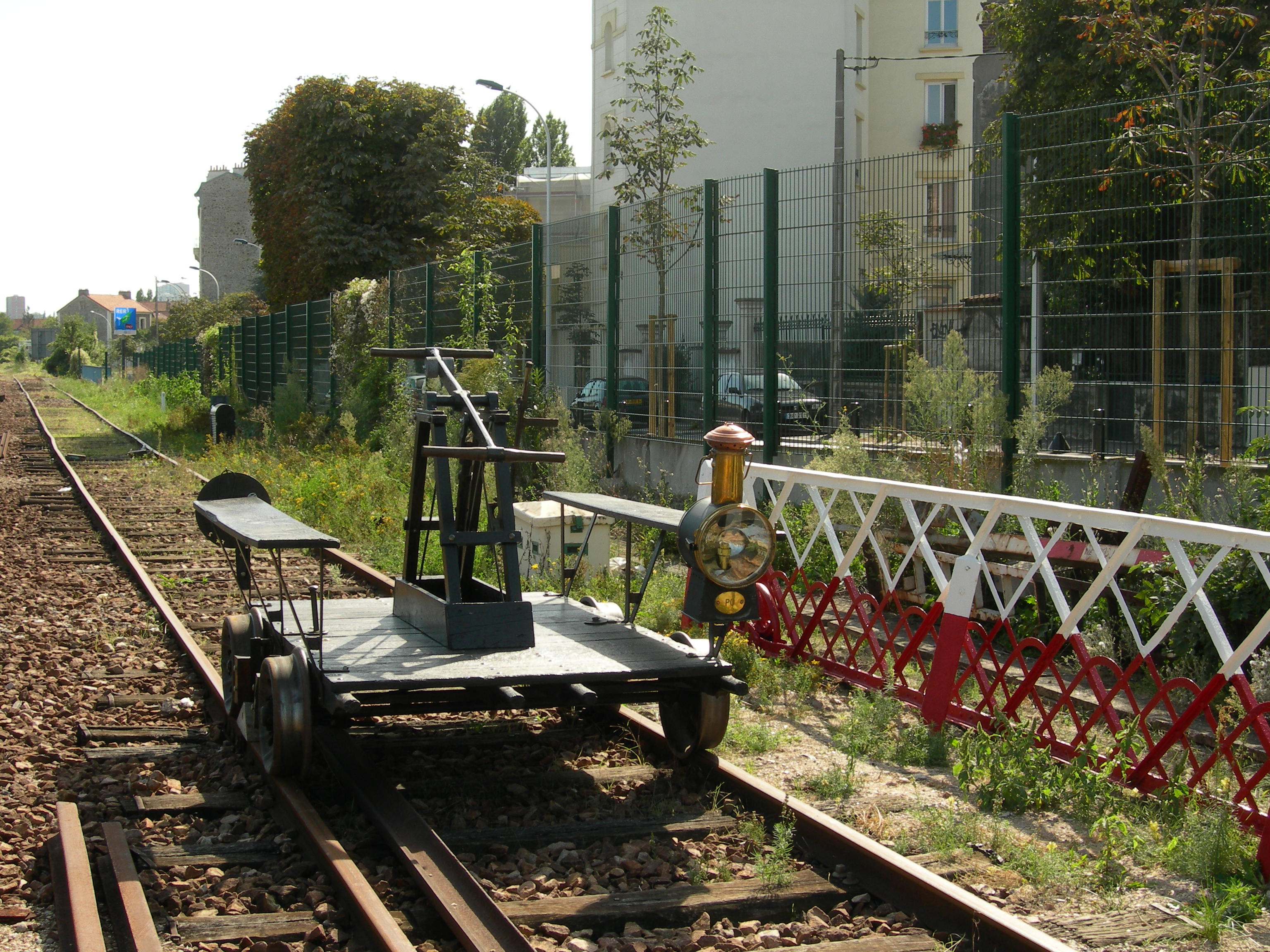
Armée américaine, musée Rosny-Rail
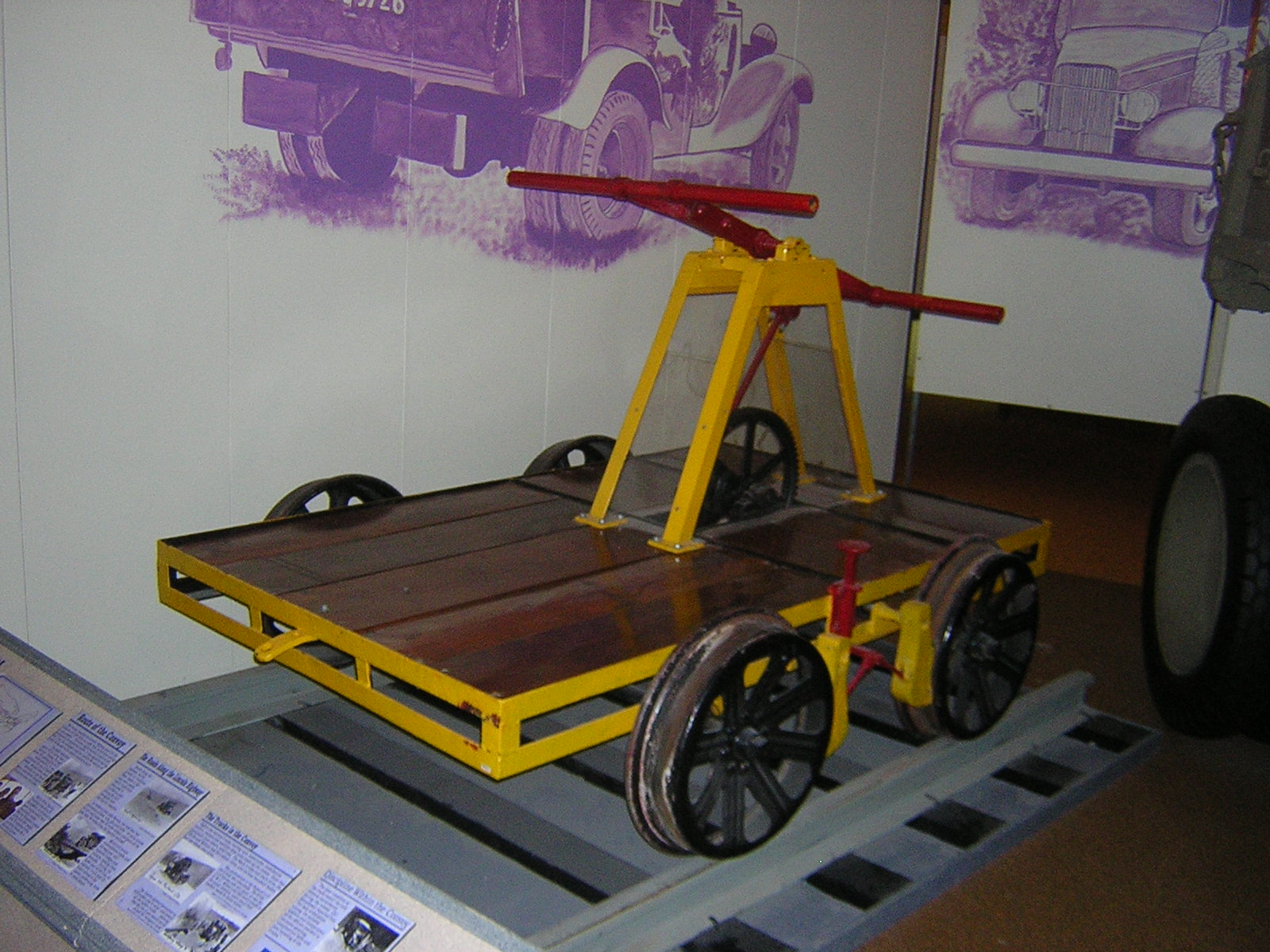
Armée américaine

#### Draisines à pédaliers
Durant le XIXe siècle, des inventions vont permettre d'autres types de draisines. On peut citer notamment le quadricycle de Willard Sawyer en 1852, la pédale sur la roue de Pierre Michaux en 1861, et celles du pédalier (1879) et de la transmission par chaîne à maillons en 1880. Ces inventions se retrouvent sur les draisines anciennes conservées.

En 1930, Lucien Péraire a atteint Irkoutsk par les voies du trans-sibérien sur la bicyclette qu'il avait modifiée au Tatarstan.

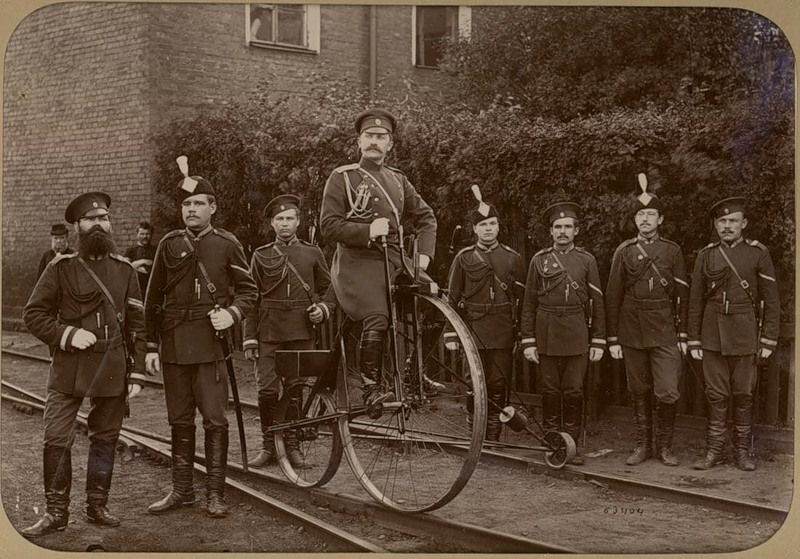
Gendarmes russes en cyclo-draisine (1890).
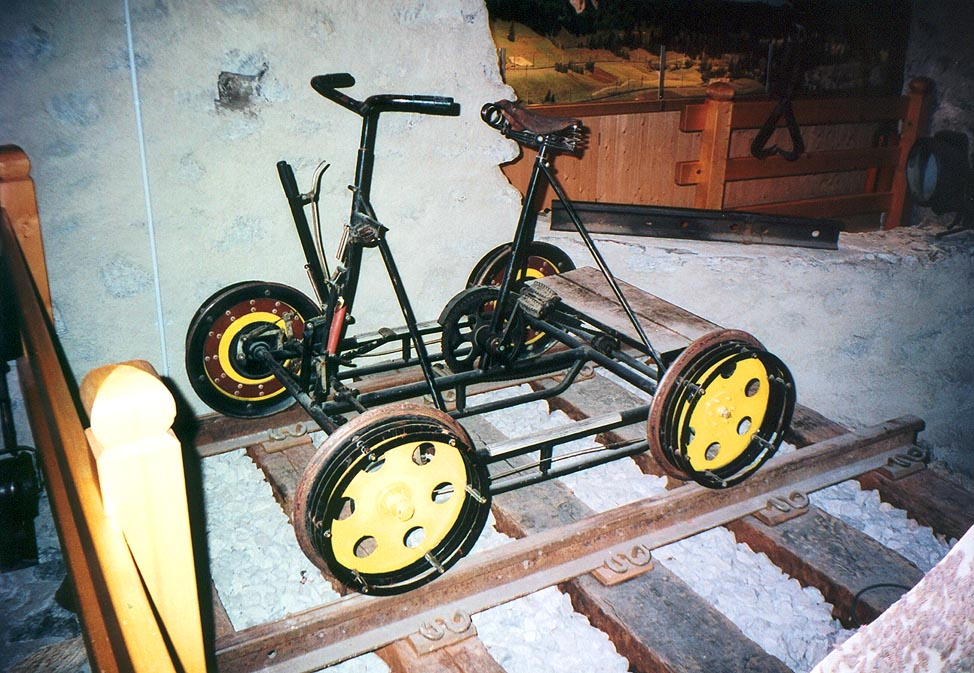
Cyclo-draisine de la RhB, musée de Bergün,
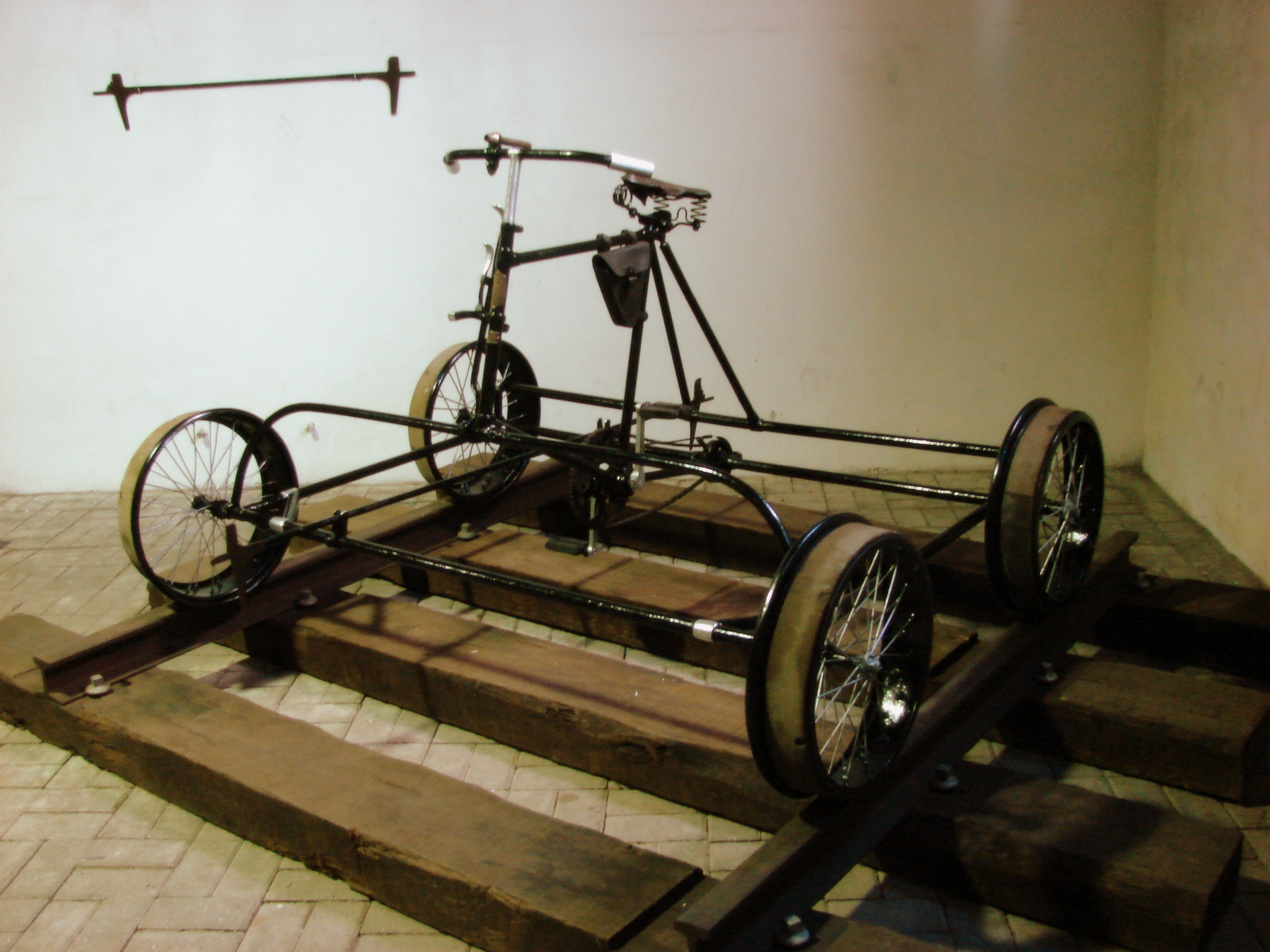
Cyclo-draisine des CP
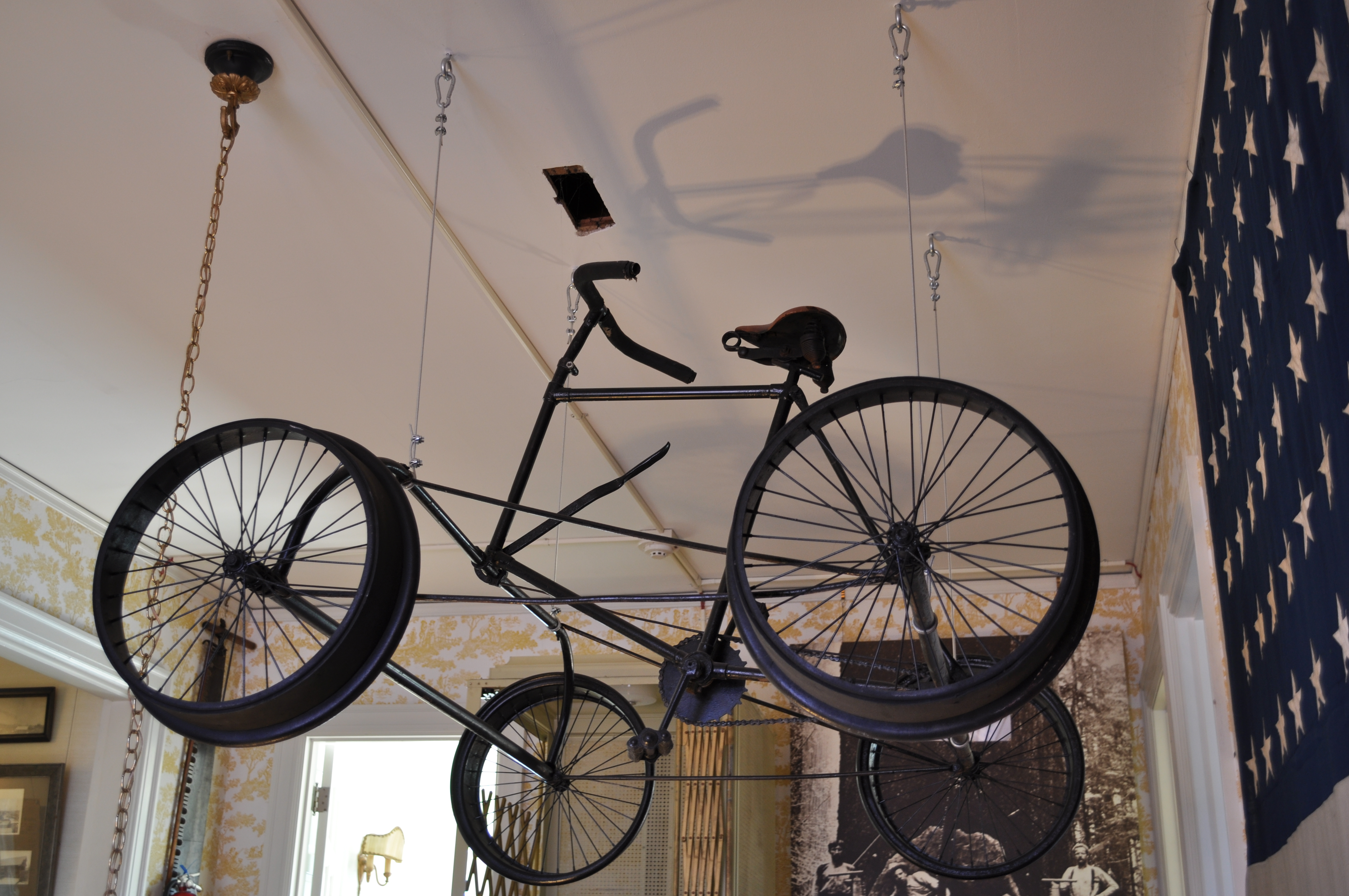
Musée Polson, États-Unis
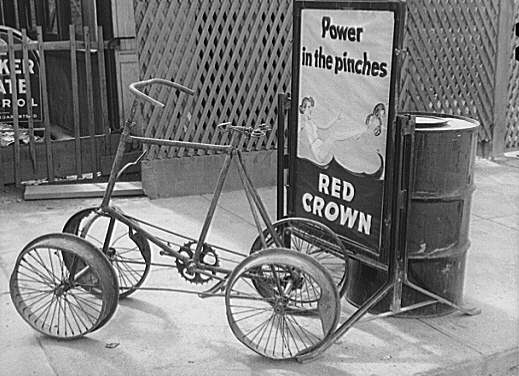
Voie étroite 1940
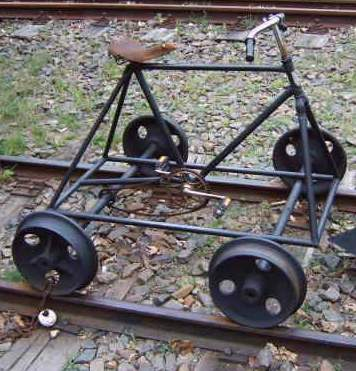
Cyclo-draisine allemande.

#### Draisines de loisir
Au début du XXIe siècle des anciens et nouveaux modèles, de draisines mues par la force musculaire, sont de nouveau construits pour des activités ludiques de loisir ou de sport. Ces draisines sont utilisées sur d'anciens tronçons de voies fermées au trafic ferroviaire commercial.

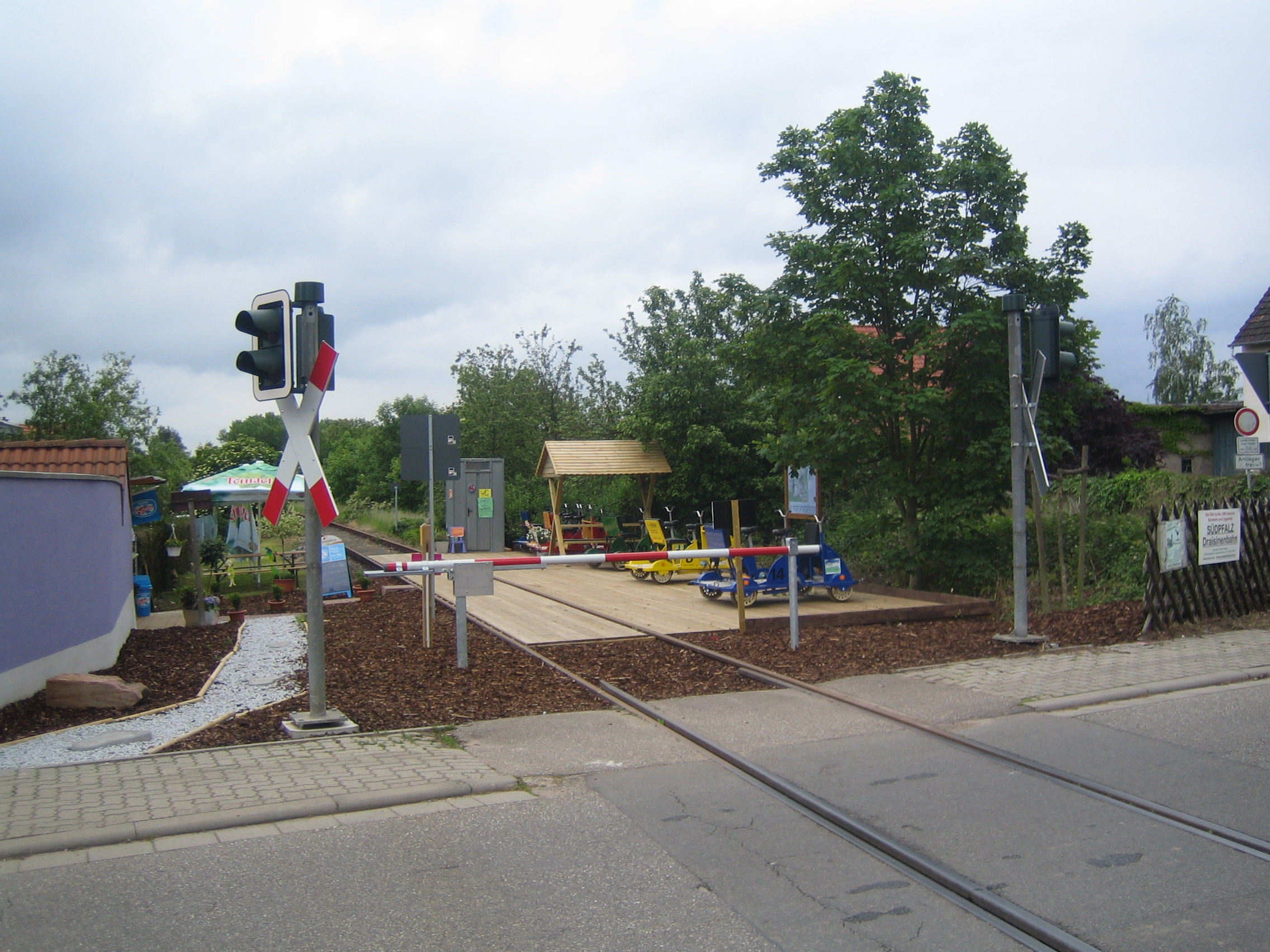
Allemagne
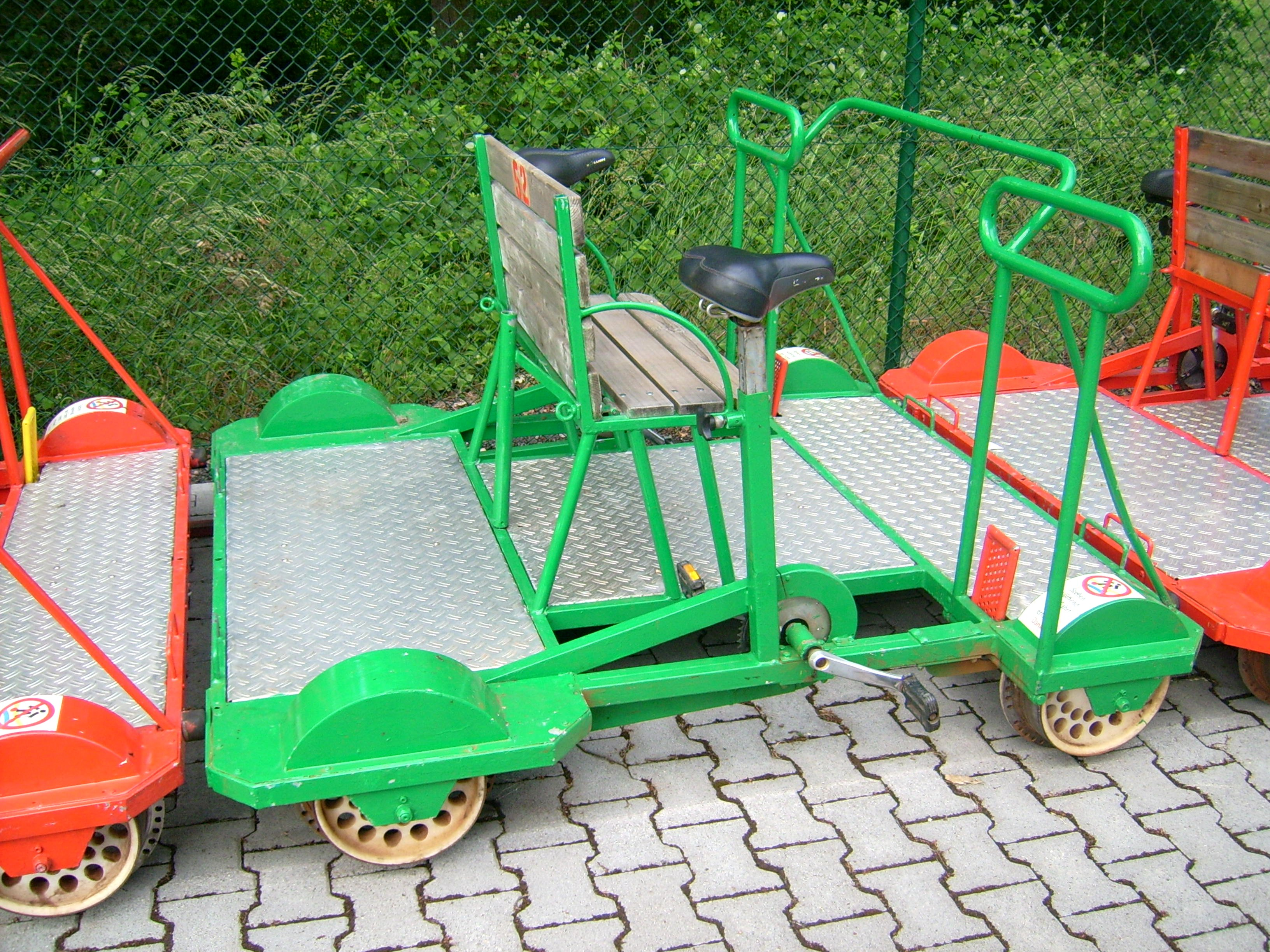
Allemagne station
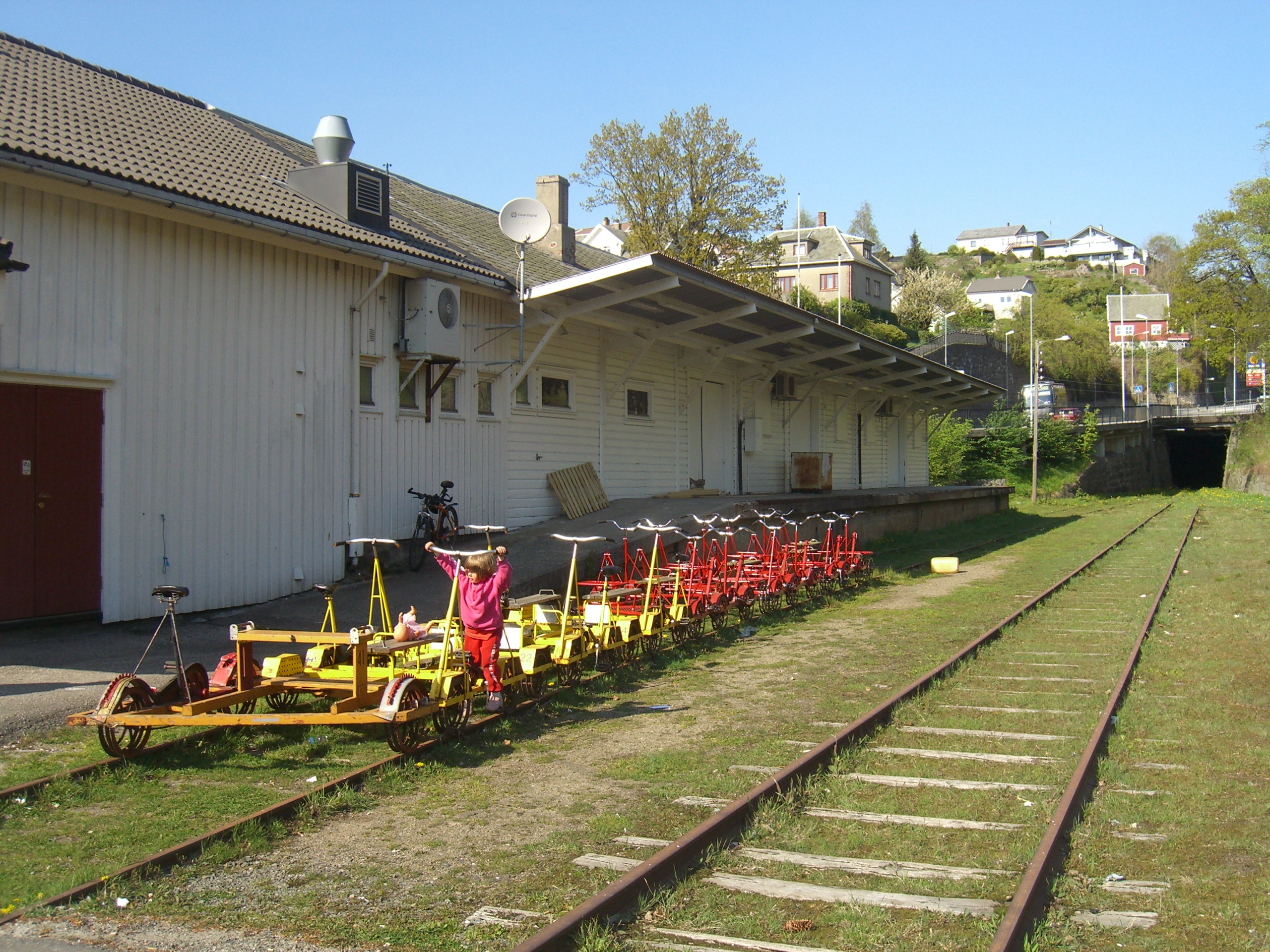
Flekkefjord
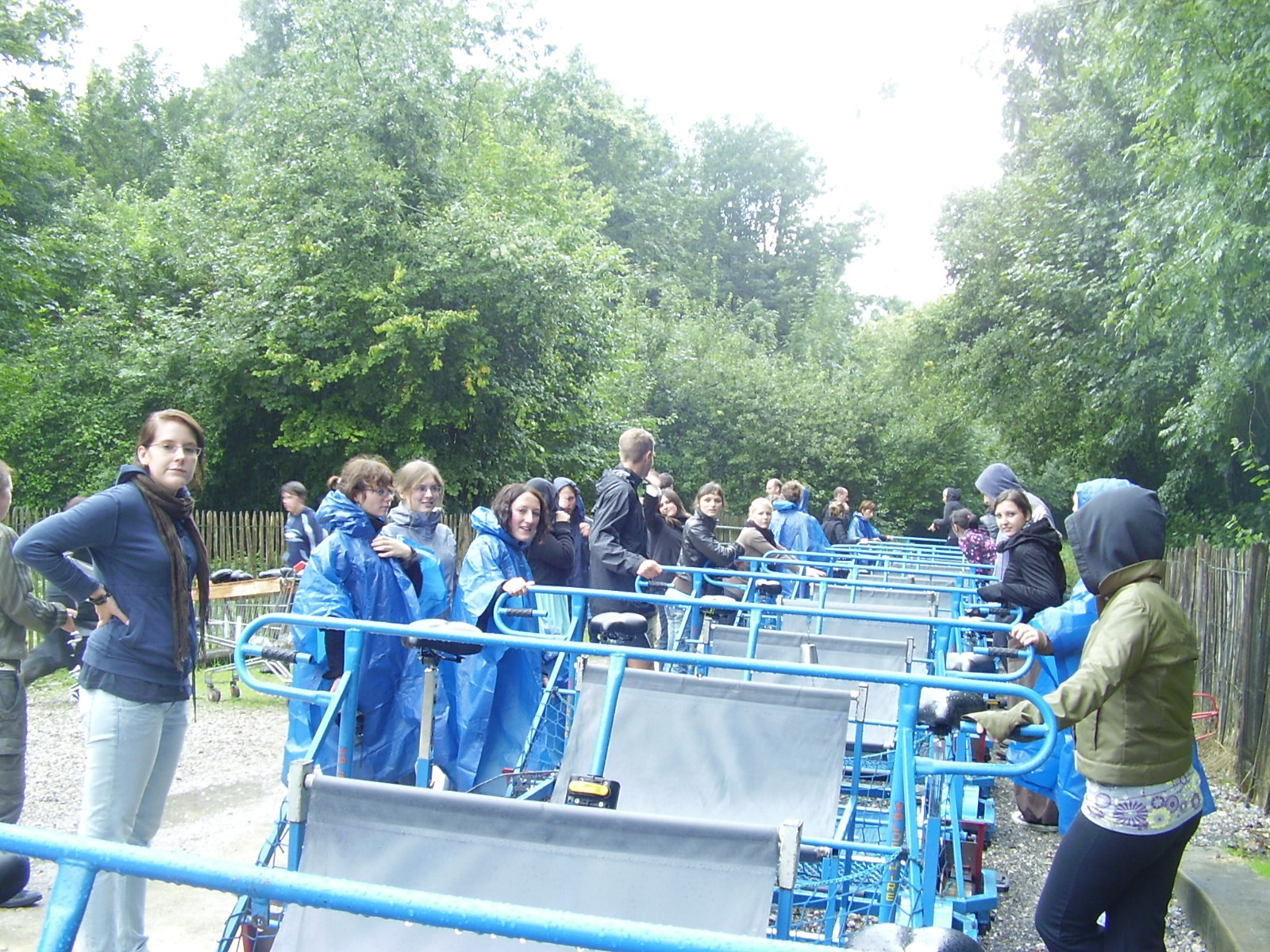
France randorail

### Draisines à moteur
Elles prennent en partie la suite des draisines à force musculaire, en France, dès 1903, la Société Decauville propose dans son catalogue "des voitures automobiles sur rails à moteurs à pétrole", il y a une grande variété de modèles utilisant souvent des véhicules routiers transformés. La motorisation commence par quelques machines à vapeur, puis on trouve des moteurs à essence et enfin les moteurs diesel deviennent prépondérants notamment dans la production du matériel utilisé par les grandes compagnies. Les draisines modernes sont équipées de moteurs Diesel relativement puissants. Elles disposent d'une plate-forme pour le transport de matériel et peuvent être équipées de grues de manutention ou de nacelles élévatrices pour l'entretien des caténaires.

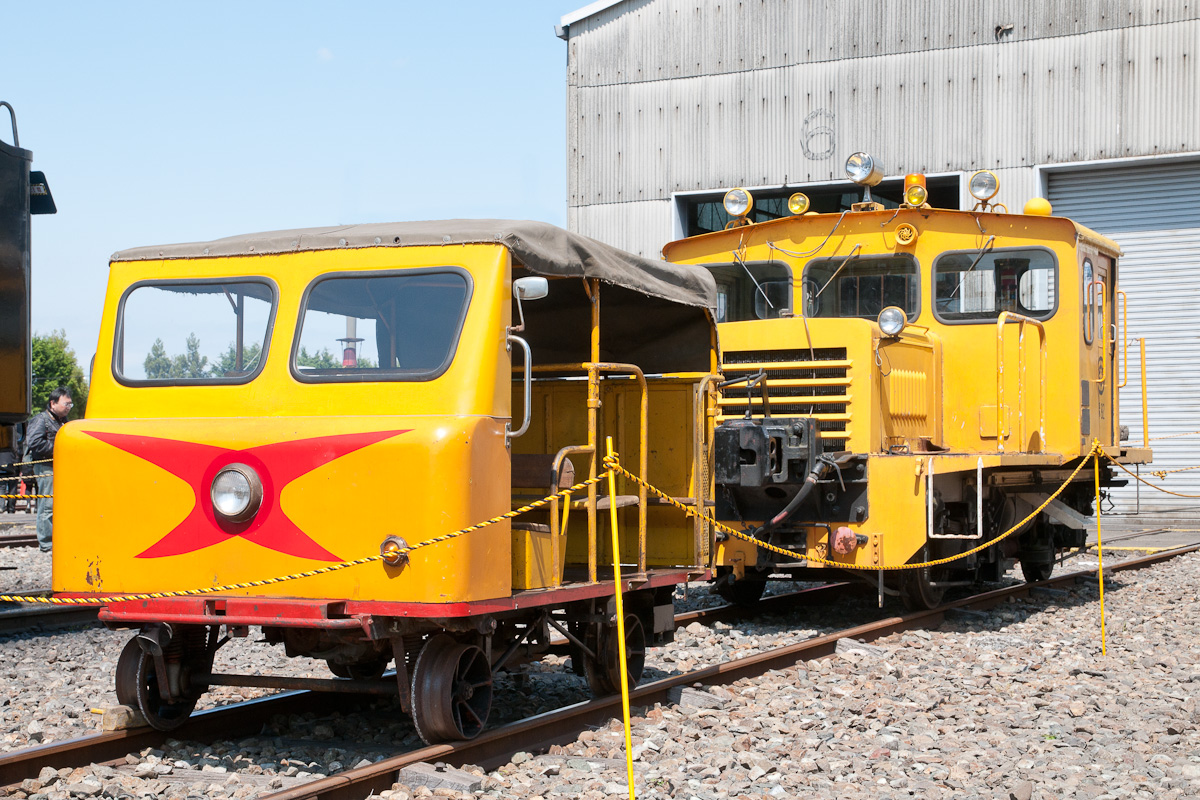
Draisine japonaise.
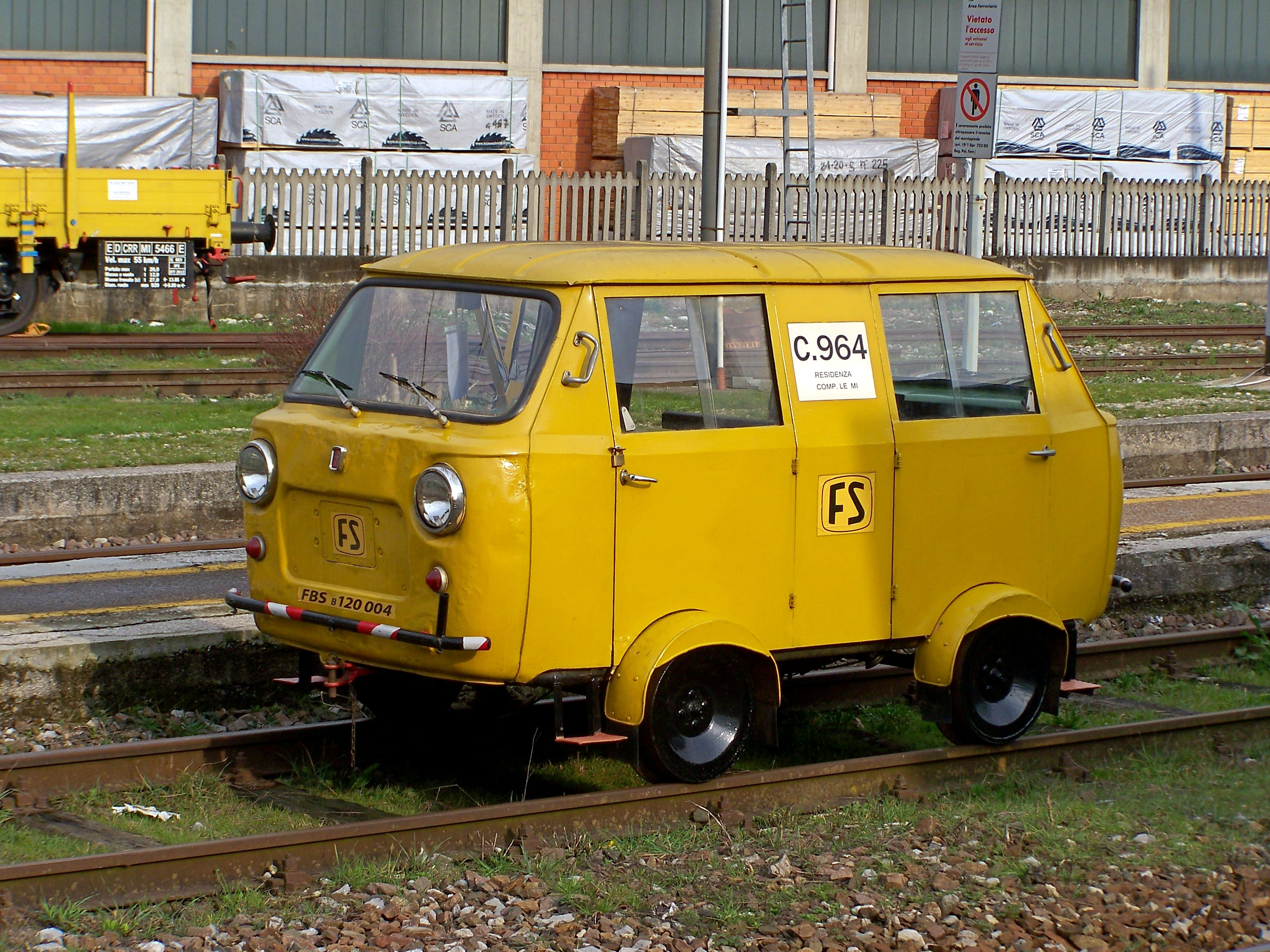
Draisine motorisée avec les faces de la Fiat 600T/850T
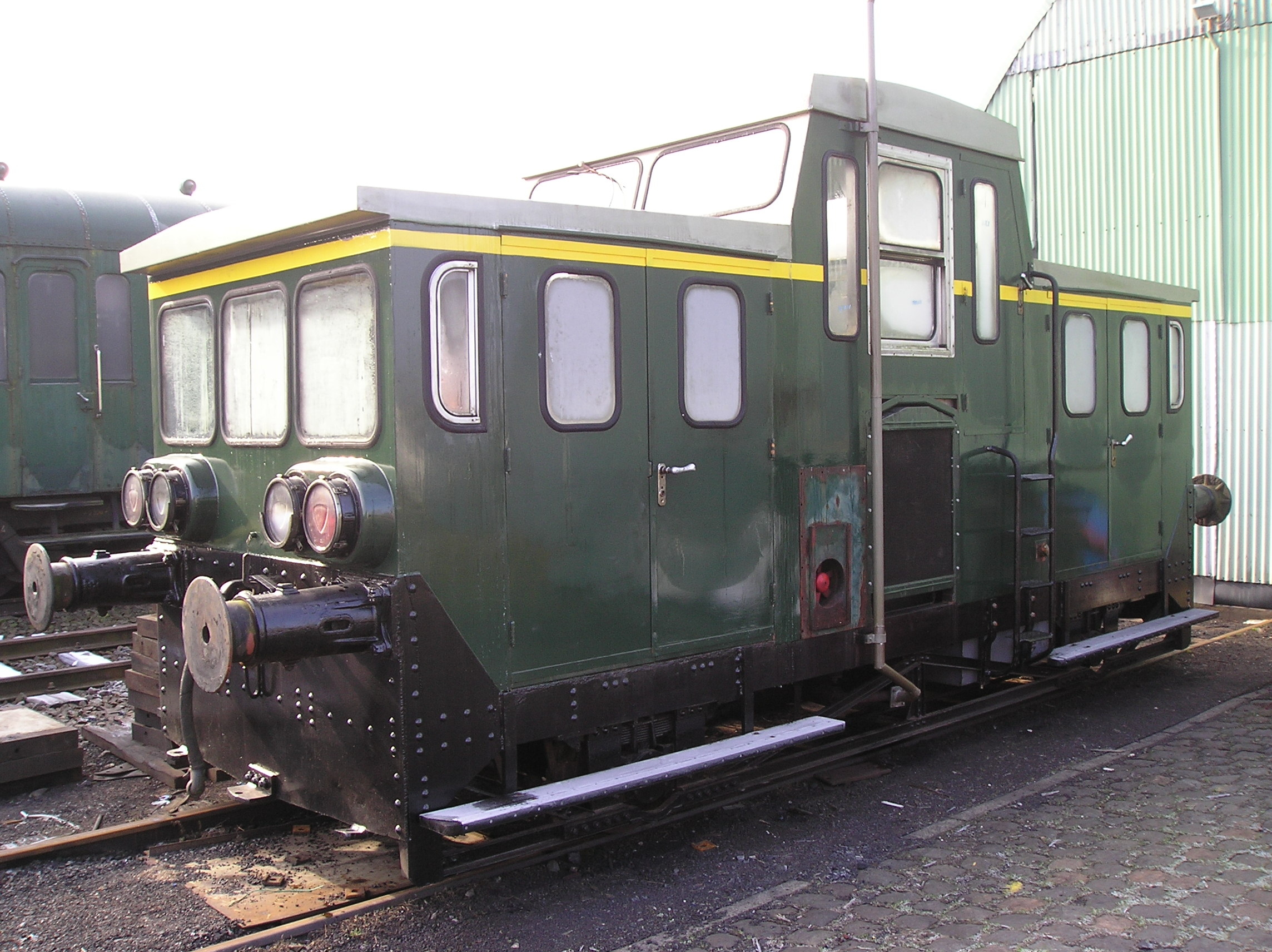
Draisine historique belge type 7-2.
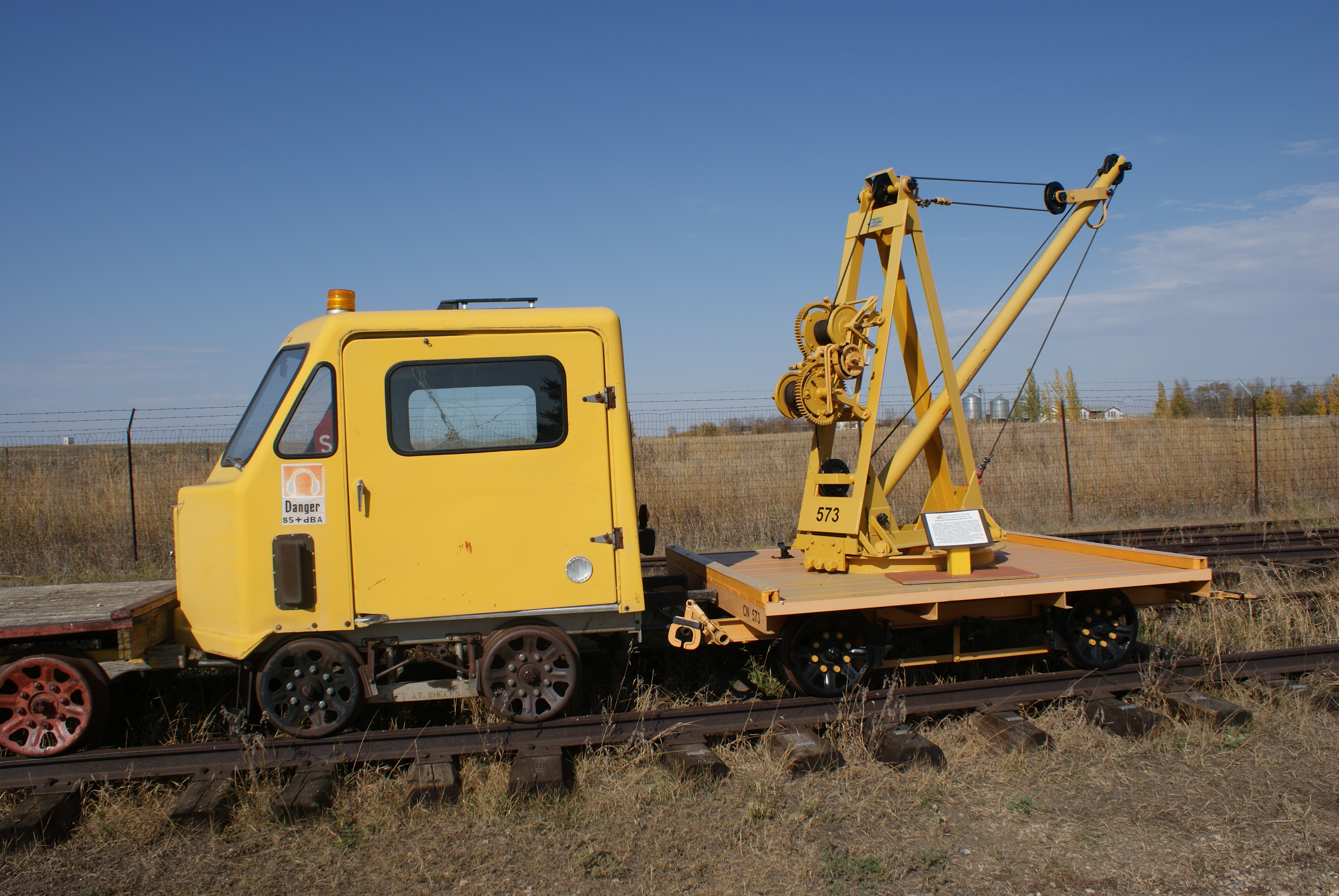
Grue légère tractée par une draisine (États-Unis).
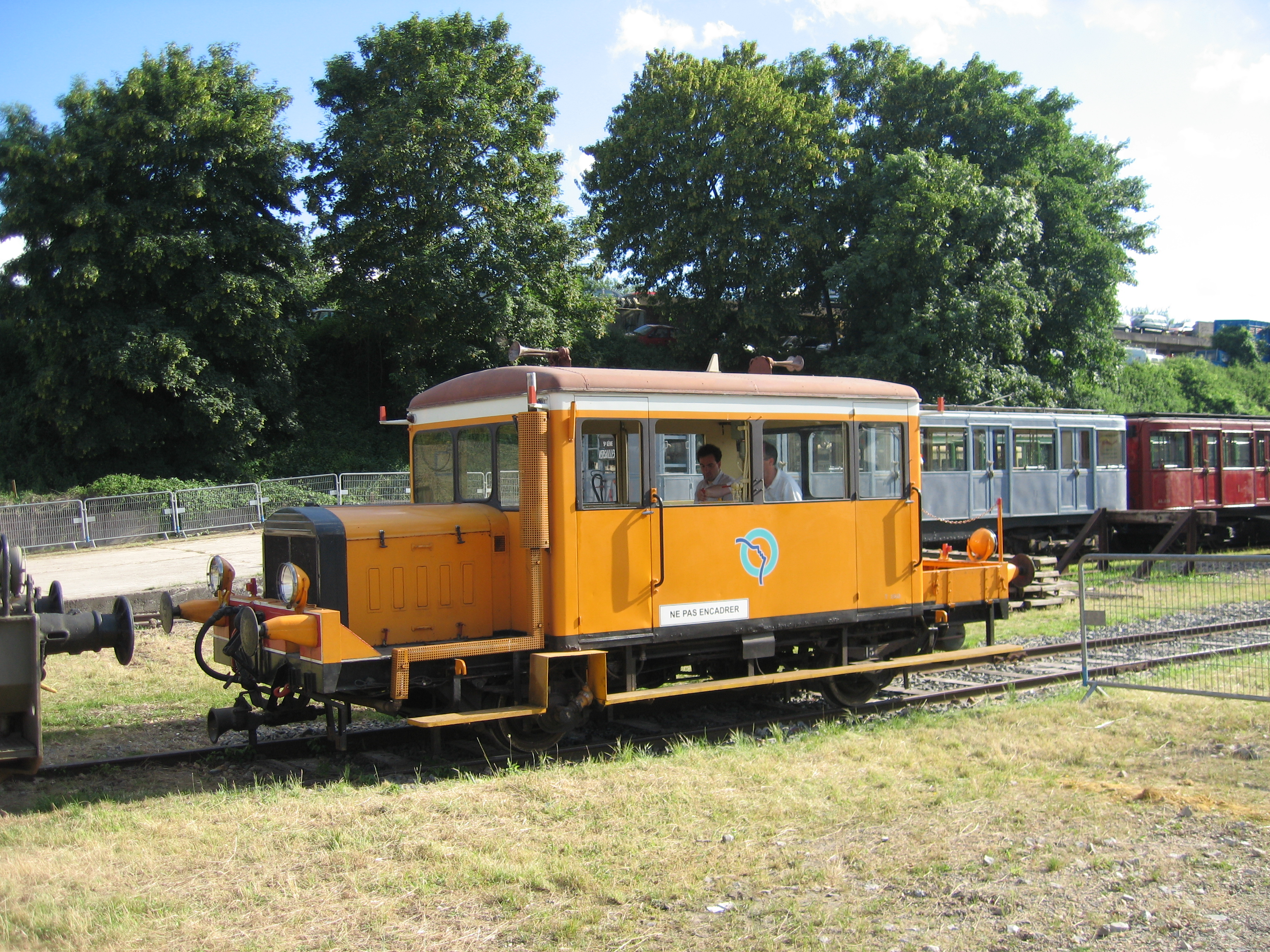
Draisine de la RATP.
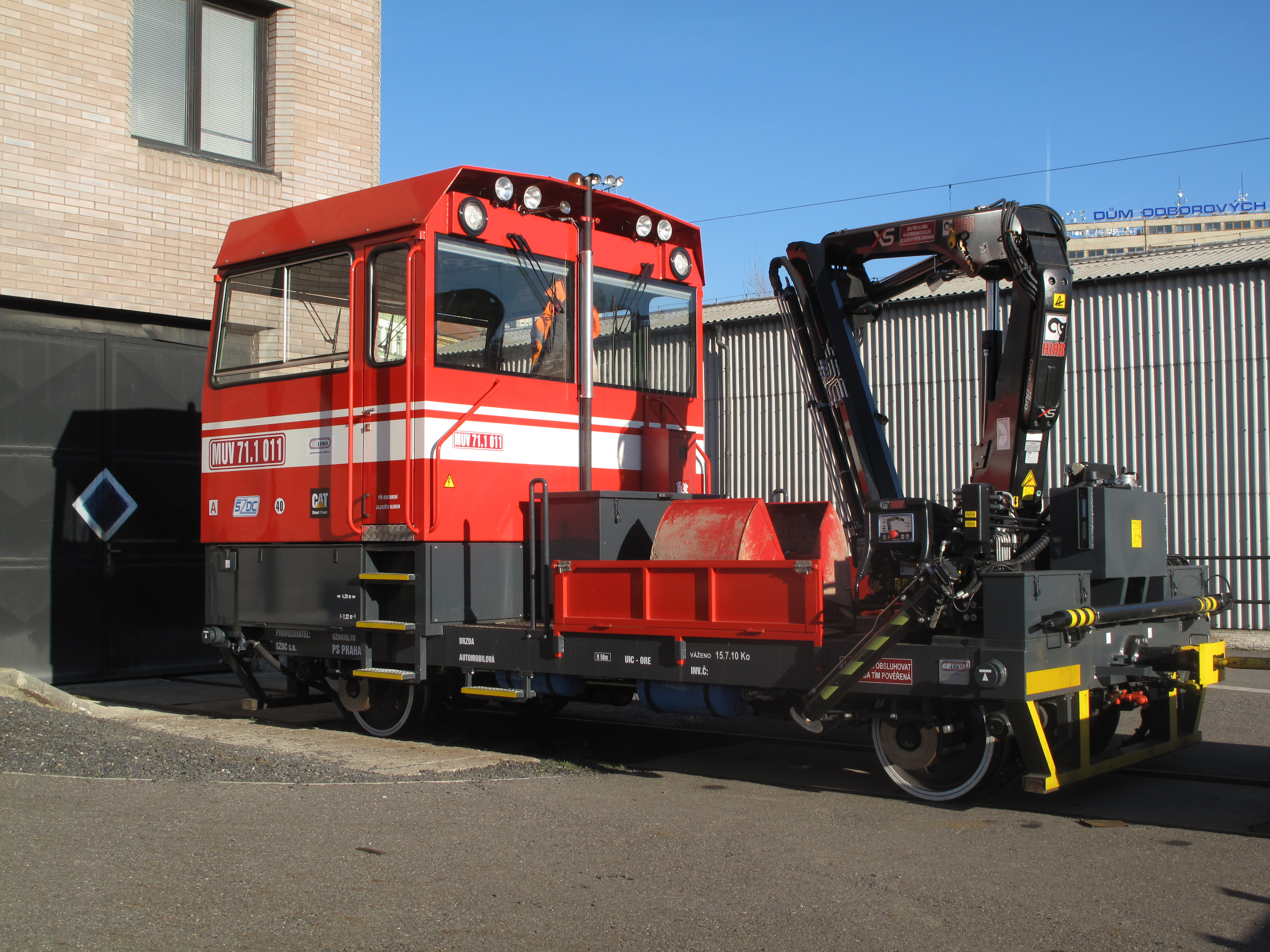
Draisine moderne.
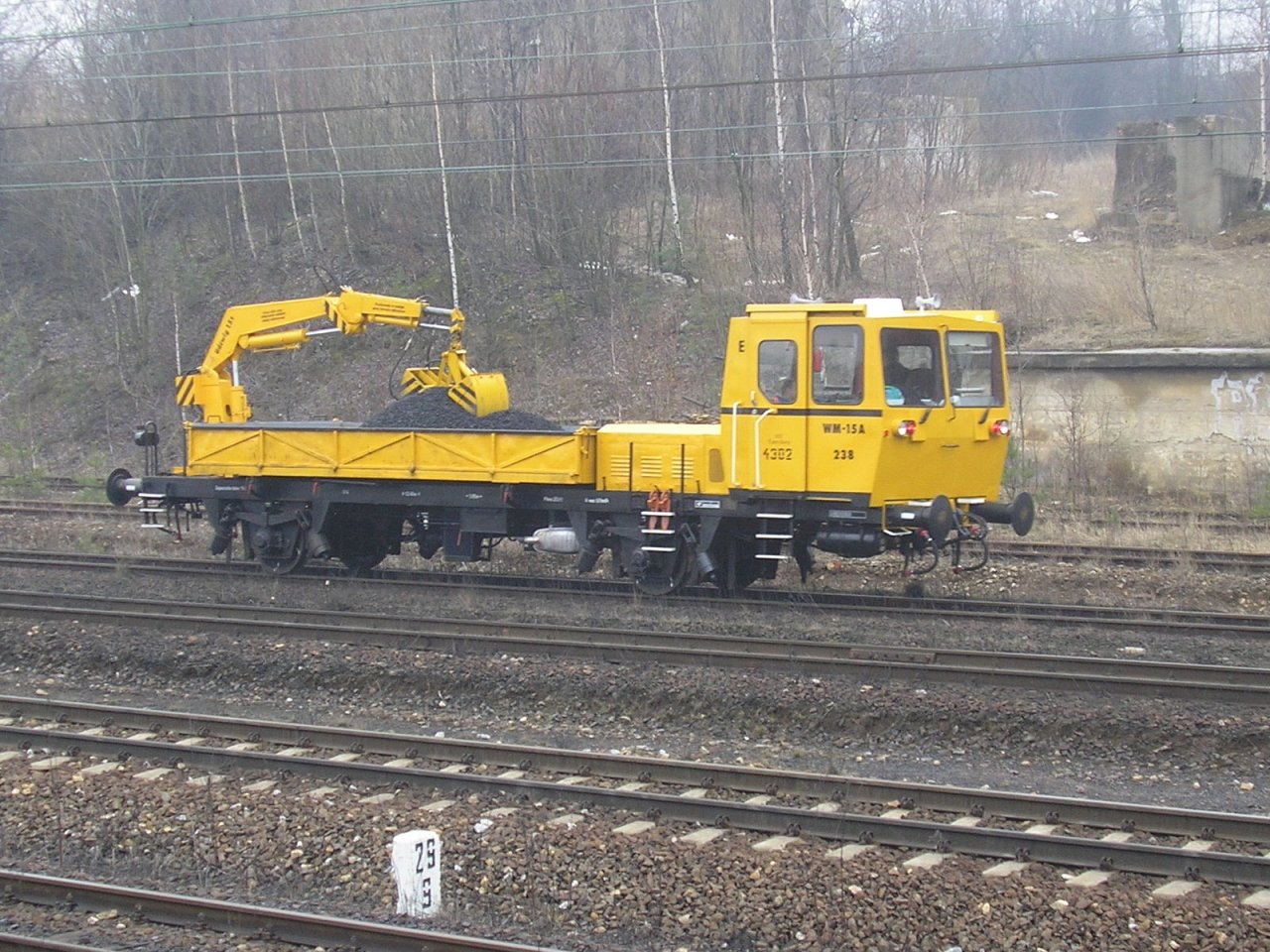
Draisine d'entretien des voies.
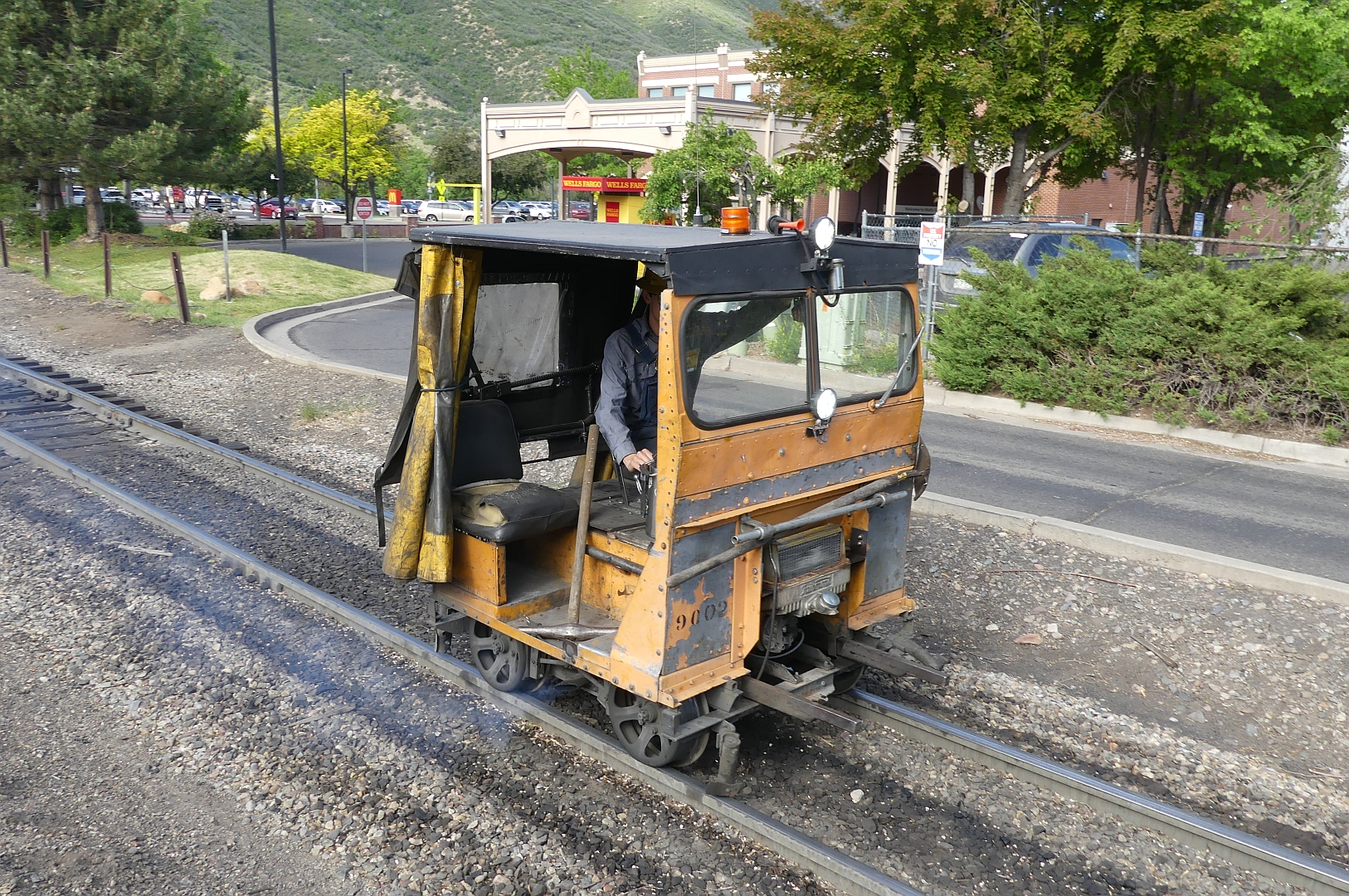
Draisine d'inspection motorisée portative (USA). On distingue les bras pour saisir l'engin.

#### Anciennes draisines à moteur

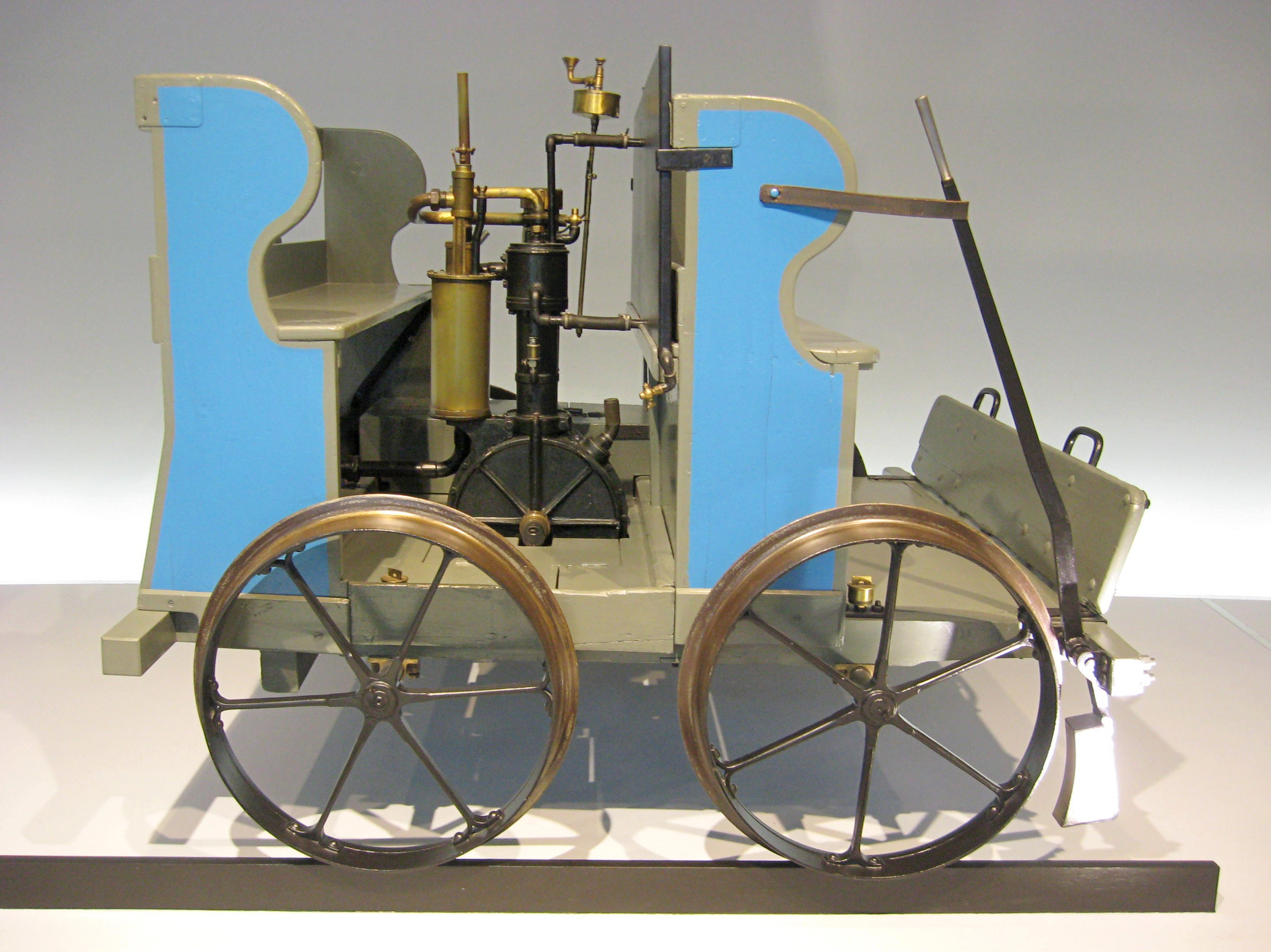
Allemande Daimler 1887
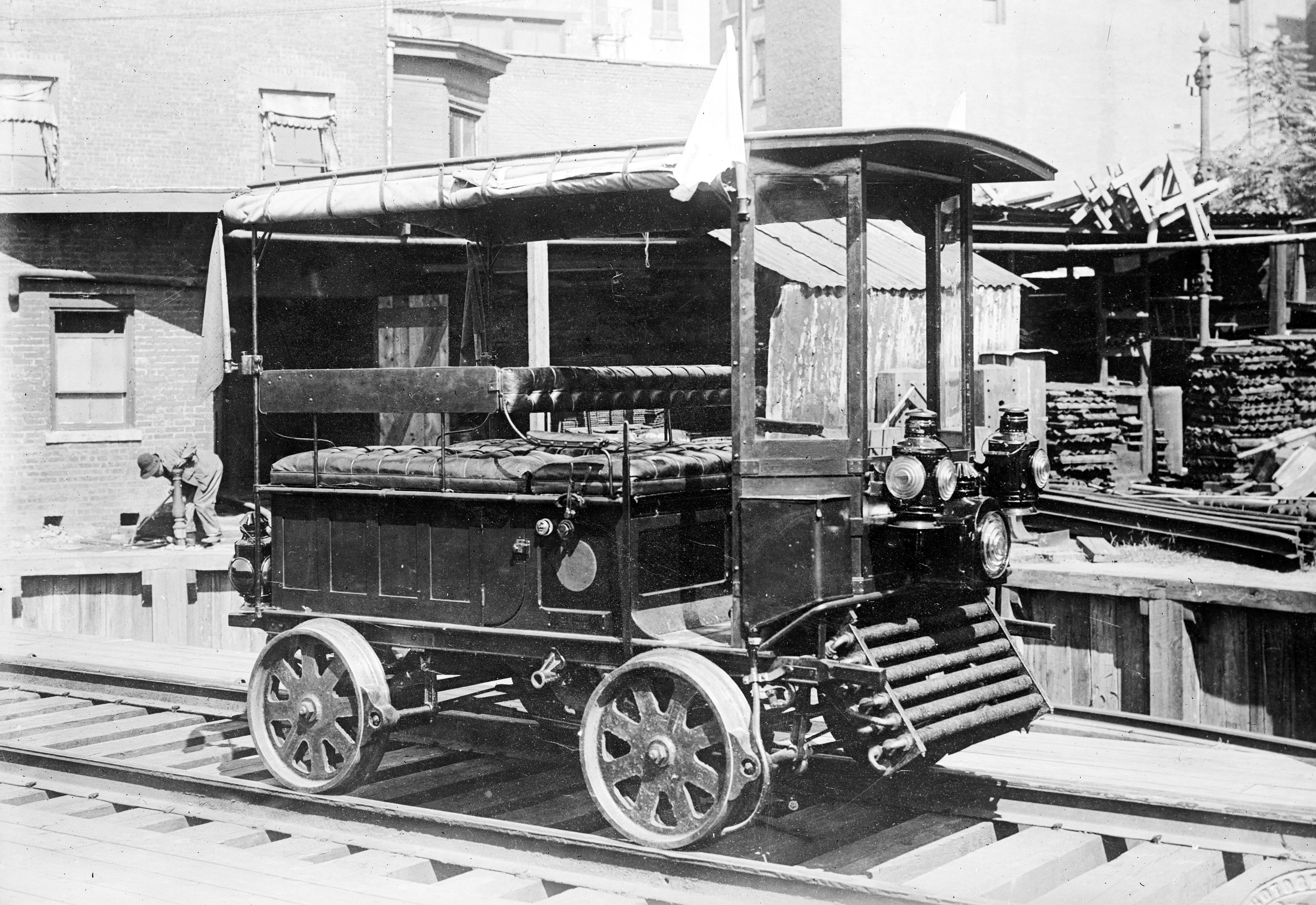
États-Unis 1908
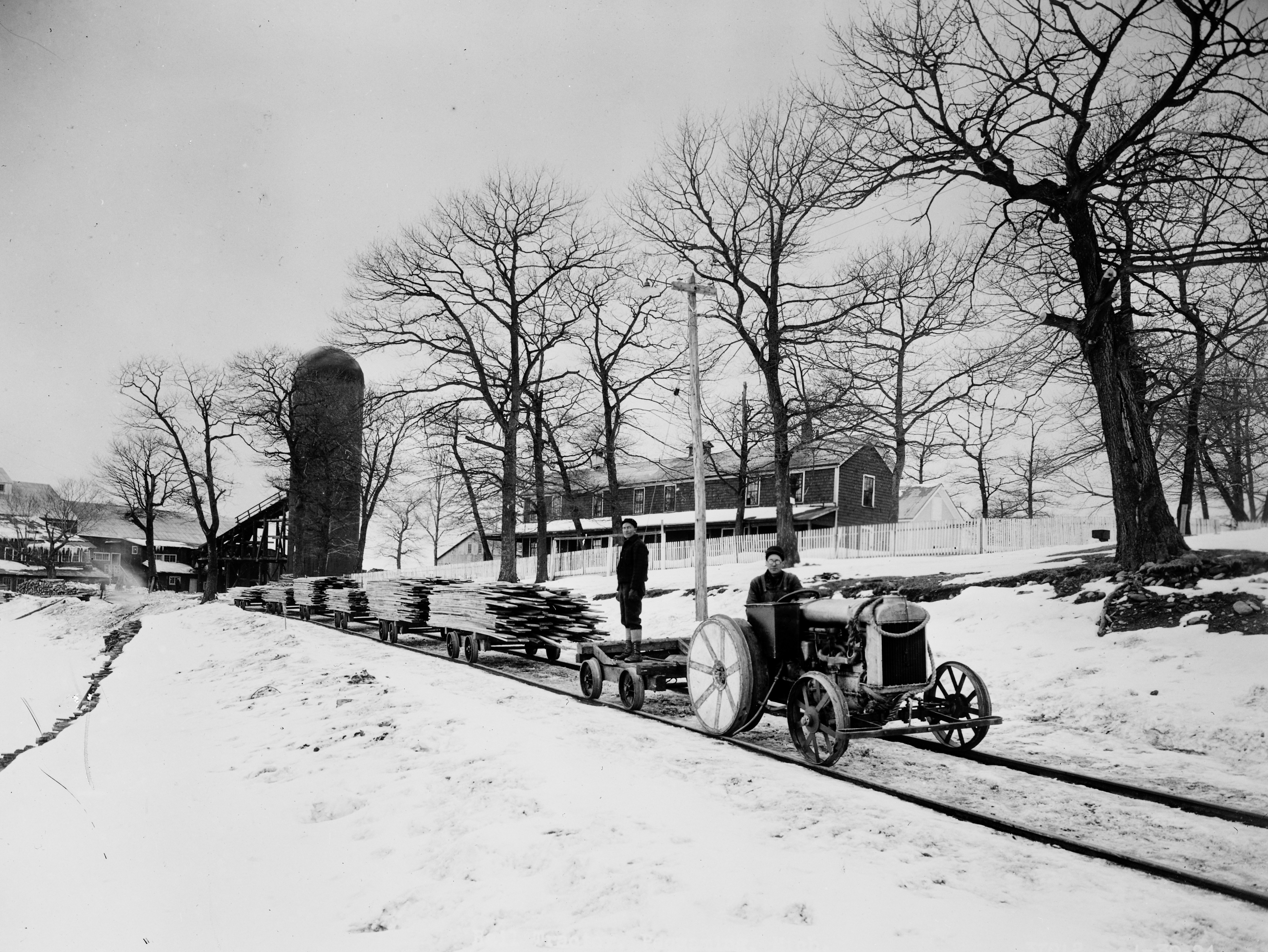
Ford 1924
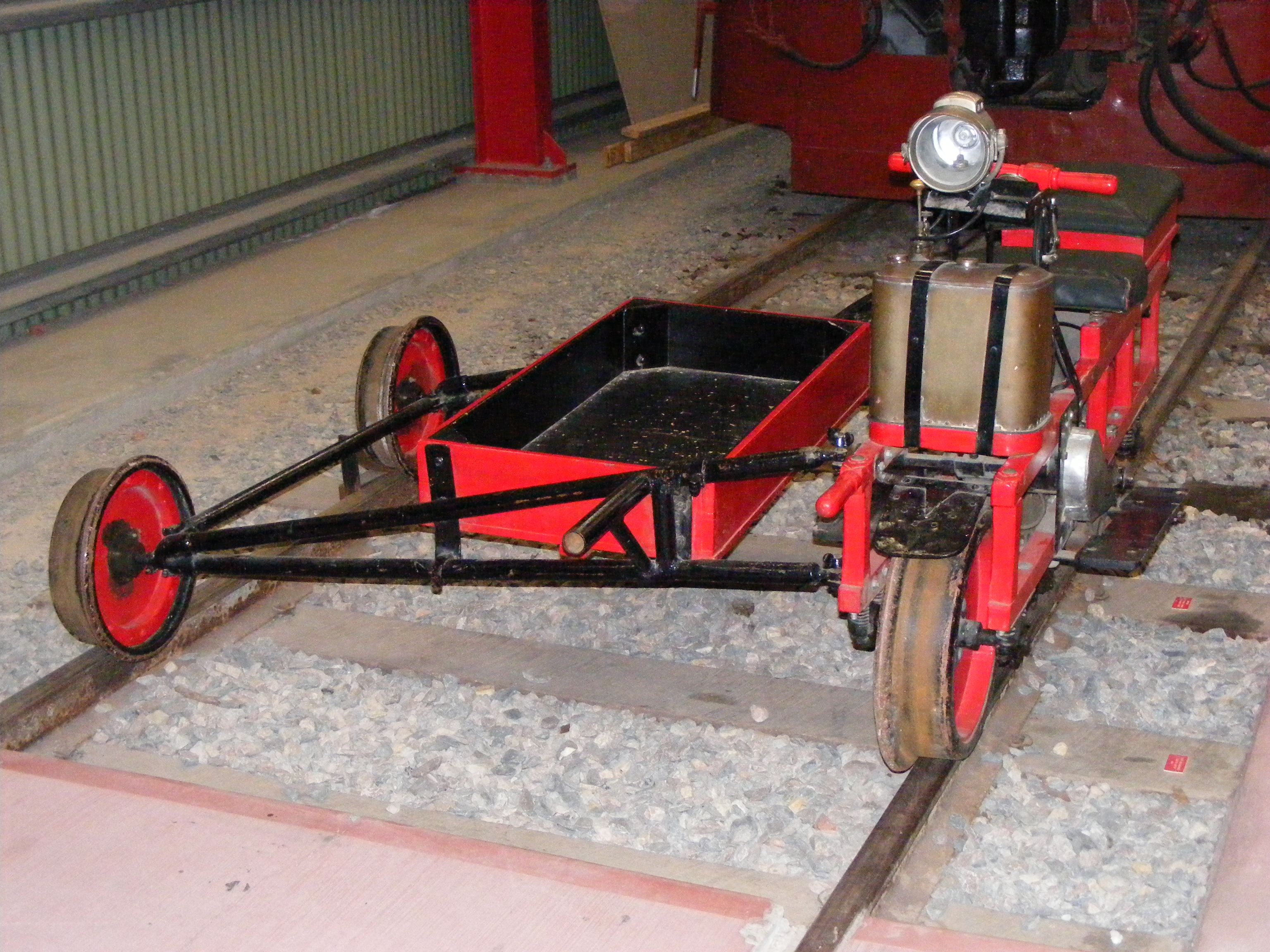
Moto-draisine
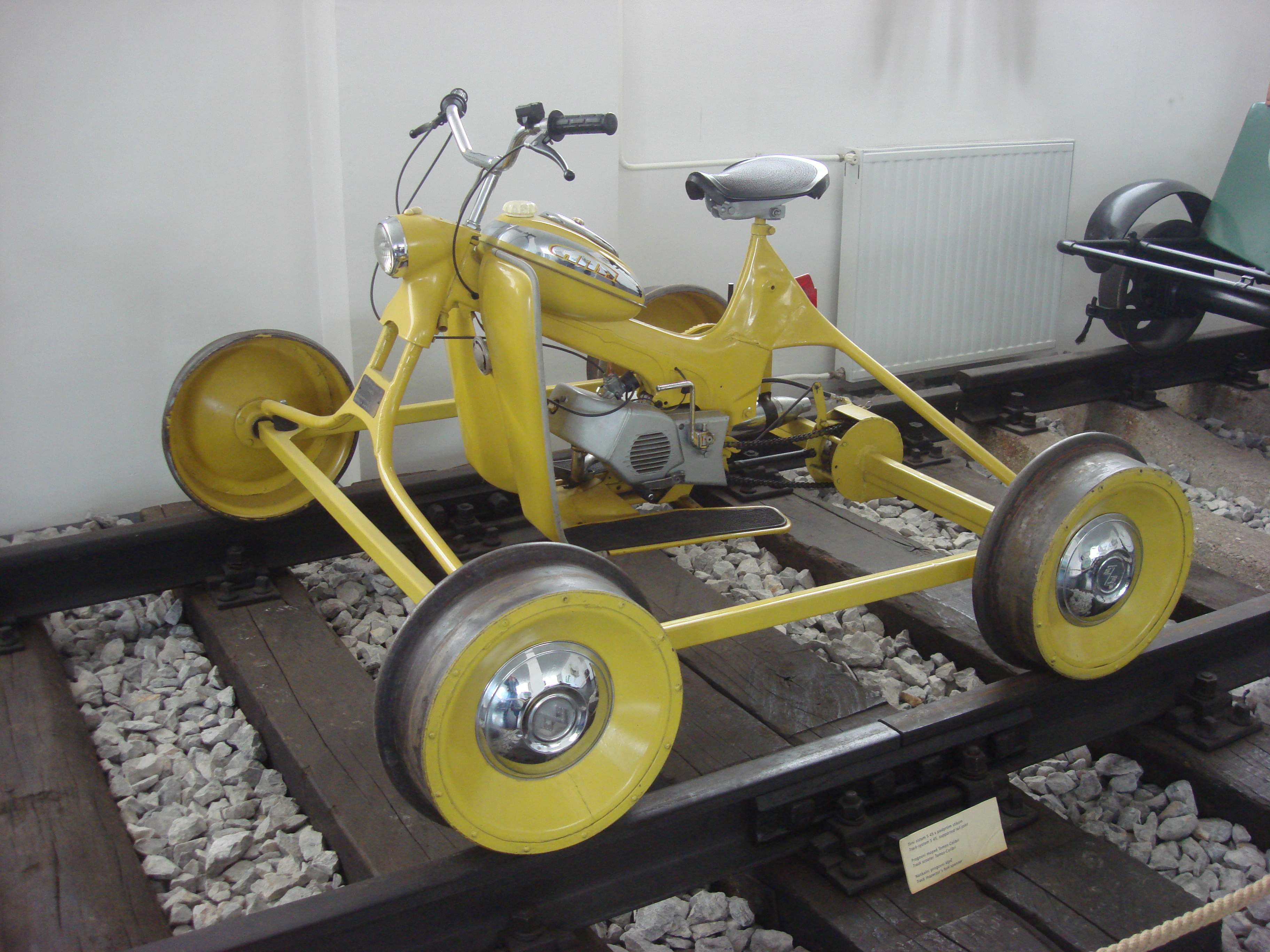
Moto-draisine slovène.
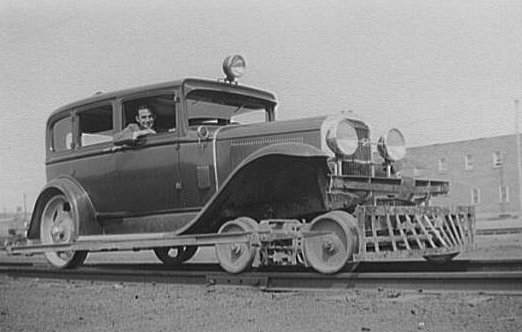
1920 États-Unis
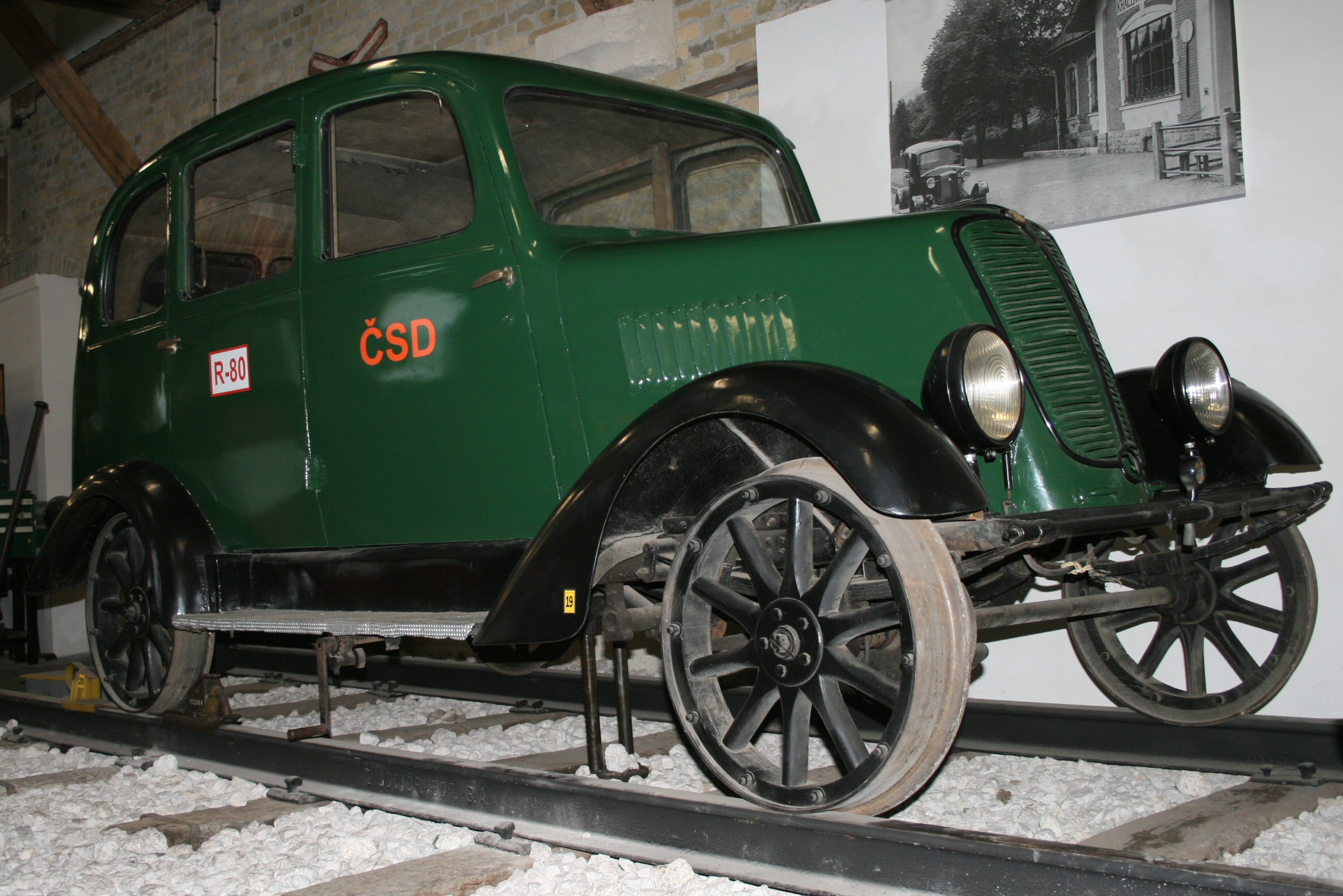
Bratislava 1947
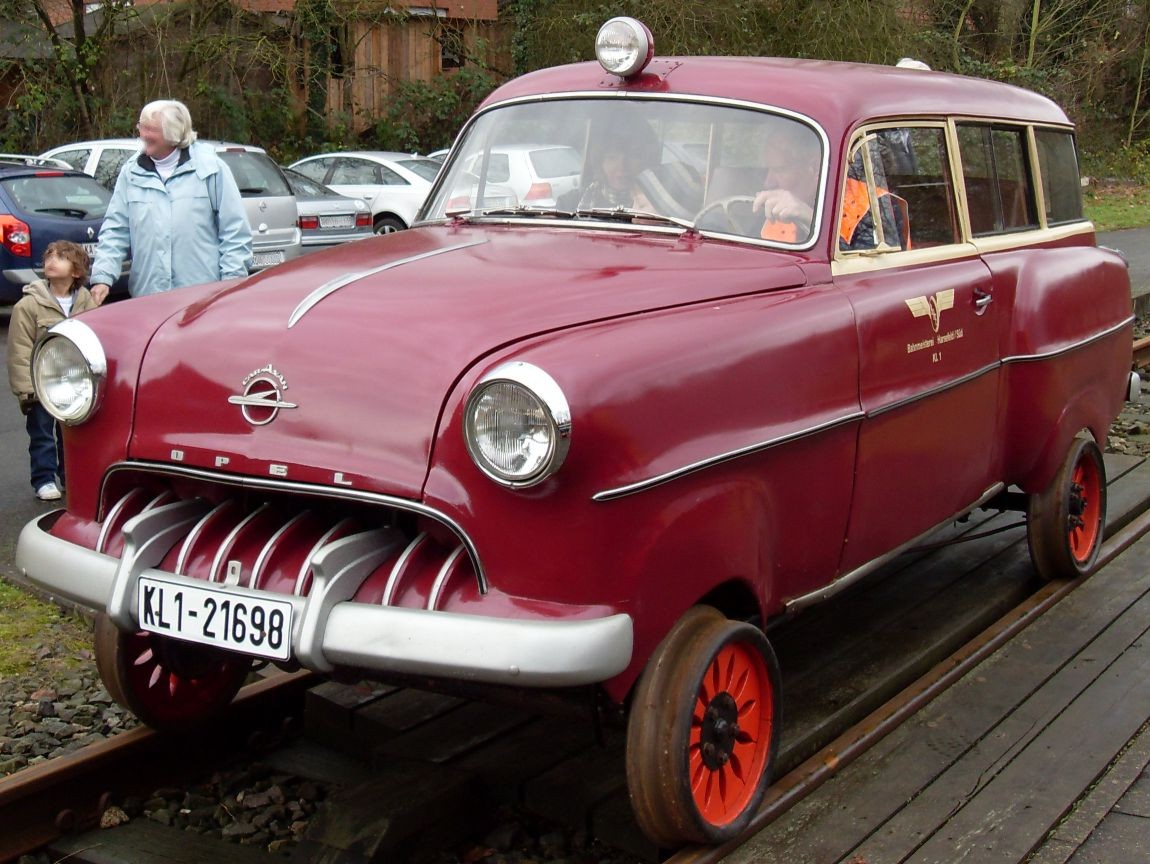
Opel Olympia de 1953
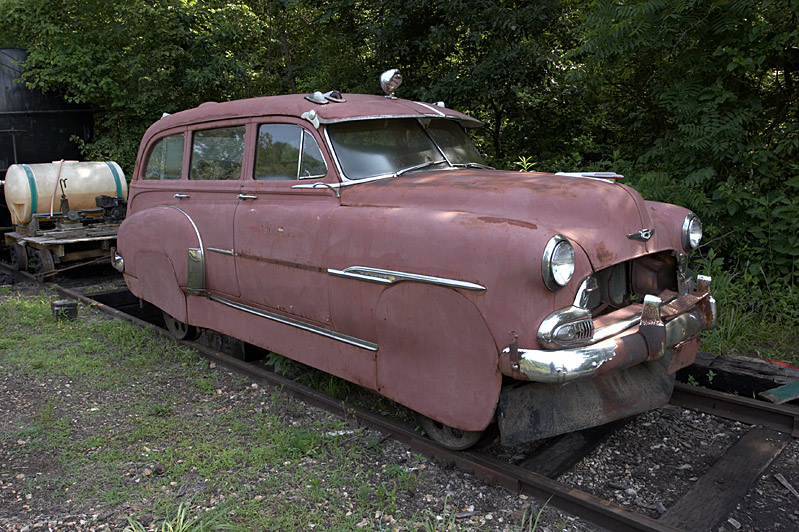
États-Unis 1951

## Draisines en France

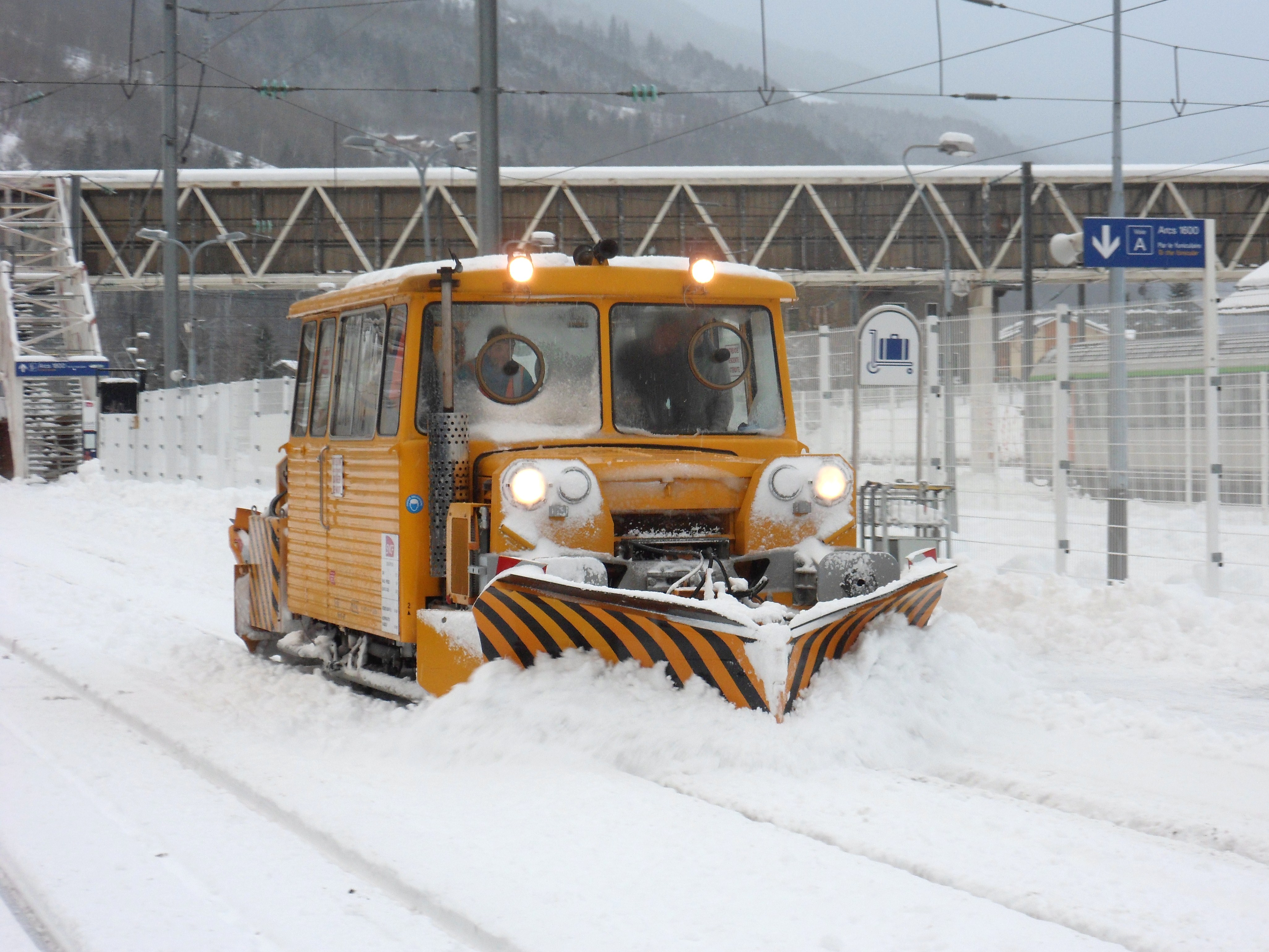
Draisine Chasse-Neige en action à Bourg-Saint-Maurice (décembre 2011).

Plusieurs séries de draisines ont existé à la SNCF, comme les DU 49, DU 50, BR 81, ou encore les DU 65, encore en service de nos jours, notamment celles modifiées et modernisées pour assurer le déneigement en zone montagneuse, notamment grâce à l'installation d'étraves mobiles aux extrémités .
D'autres, sans moteur, sont conçues pour les mesures et le contrôle de la géométrie de la voie (surnommées Mauzinettes).
Les draisines SNCF de dernières générations, DU 84 ou DU 94 B (ou LGV ou BGV), sont équipées d'une grue de manutention d'une capacité allant jusqu'à 20 tonnes/mètre, disposent d'une bonne capacité de stockage et permettent la pose de rails en barres de 18 mètres. Elles permettent de plus la manutention de traverses, ballast (grâce à un godet) et le ramassage de pièces métalliques grâce à un électro-aimant. Certaines sont spécialisées dans le contrôle des caténaires (EMC) ou des tunnels (EMT). Elles sont fabriquées par l'Établissement Industriel Voie SNCF (EIV Quercy-Corrèze) de Brive.
De nombreuses draisines, grandement appréciées pour leur simplicité, leur fiabilité, leur petite taille, et leur polyvalence, ont été récupérées et restaurées une fois leur carrière achevée, par plusieurs chemins de fer touristiques, notamment pour l'entretien de la voie.

## Draisines dans la fiction
- Les draisines inspirent les metteurs en scène, des films lui donnent une place importante, par exemple : dans Le Mécano de la « General » de Buster Keaton, le mécanicien William A. Fuller poursuit les voleurs de la « General » avec une draisine d'inspection équipée d'un système de propulsion à bras[6].
- Dans un film de 1933 Le Texan chanceux, la scène finale est une course poursuite entre John Wayne à cheval et des bandits utilisant une draisine à moteur[7].
- Dans le premier album d'Hergé paru en 1929, Tintin au pays des Soviets, Tintin s'empare d'une draisine pour tenter de rattraper un train. Cette scène est inspirée du film Le Mécano de la « General » (à partir de la 15e minute et 52 secondes)[8].
- Dans l'album Le Temple du Soleil d'Hergé paru en album en 1949, une équipe de secours prend en charge Tintin et le capitaine Haddock dans une draisine après l'attentat dont ils ont été victimes dans la partie péruvienne de la cordillère des Andes. En fait, Hergé s'est inspiré d'un véhicule appartenant à la Compagnie des chemins de fer du Nord dont il a trouvé le dessin dans Les Chemins de fer édité en 1927[9].
- Dans le film The Railrodder, l'acteur Buster Keaton (alors au crépuscule de sa carrière et âgé de 69 ans), après avoir apparemment franchi l'Atlantique à la nage depuis Londres sur la foi d'une publicité de l'office de tourisme canadien, traverse le Canada d'Est en Ouest sur une draisine à moteur des chemins de fer canadiens qui est une intarissable source de gags. Le compartiment à outils/bagages de l'engin (propulsé par un trépidant petit moteur Diesel est apparemment une réserve inépuisable de commodités diverses (manteau de fourrure, carabine pour chasser les oies sauvages, service à thé en porcelaine chinoise, nourriture et boissons, lessive...) et la machine semble ne jamais avoir besoin du moindre ravitaillement en carburant tandis qu'elle traverse les paysages les plus grandioses du Canada. Arrivé au bord de l'Océan Pacifique, Buster Keaton contemple les vagues sans s'apercevoir qu'un Japonais, vêtu du même costume strict et coiffé du même canotier que lui, sort des vagues et s'installe sur la draisine pour effectuer le même voyage, mais cette fois d'Ouest en Est tandis que Keaton, résigné mais impassible entreprend de rentrer... à pied. Ce film réalisé par l'office canadien du cinéma avait pour but publicitaire de promouvoir le tourisme mais il est cependant considéré comme un petit chef-d'œuvre du 7e art.
- Dans le film La Vie est un Miracle d'Emir Kusturica, 2004,  la draisine joue un rôle important.
- Une figurine largement diffusée, rappelle aussi la présence d'une draisine à bras, actionnée par les frères Dalton dans un album de Lucky Luke[10].
- Dans la série de romans La Compagnie des Glaces de G.-J. Arnaud, les personnes se déplacent parfois en draisine.
- Dans Stalker, les protagonistes en utilisent une pour se rendre dans la zone.
- De même, dans le roman Métro 2033 et le jeu vidéo qui en est inspiré, de nombreux trajets s'effectuent en draisine, sur les voies du métro moscovite.